# Espagne
Pour les articles homonymes, voir Espagne (homonymie) et España.
« Royaume d'Espagne » redirige ici. Pour les autres significations, voir Royaume d'Espagne (homonymie).
Royaume d'Espagne
Reino de España
L'Espagne , en forme longue le royaume d'Espagne (respectivement en espagnol : España  et Reino de España), est un État souverain transcontinental d'Europe du Sud-Ouest, qui occupe la plus grande partie de la péninsule Ibérique. Le pays a une superficie de 504 030 km2 et une population de 49 millions d'habitants.
L'Espagne est bordée au nord-est par les Pyrénées, qui constituent une frontière naturelle avec la France et l'Andorre ; à l'est et au sud-est par la mer Méditerranée, au sud-sud-ouest par le territoire britannique de Gibraltar et le détroit du même nom, ce dernier séparant le continent européen de l'Afrique. Le Portugal est limitrophe de l'Espagne à l'ouest tandis que l'océan Atlantique borde le pays à l'ouest-nord-ouest ; enfin le golfe de Gascogne baigne le littoral nord. Le territoire espagnol inclut également les îles Baléares en Méditerranée, les îles Canaries dans l'océan Atlantique au large de la côte africaine, et deux villes autonomes en Afrique du Nord, Ceuta et Melilla, limitrophes du Maroc.
L'Espagne en tant que pays est née de l'union dynastique au XVe siècle de deux États souverains, les Couronnes de Castille et d'Aragon — elles-mêmes construites tout au long du Moyen Âge par l'union ou la conquête d'entités politiques, culturelles et linguistiques initialement distinctes, qui se retrouvent dans les multiples nationalités historiques reconnues par la Constitution actuelle de l'État espagnol — et de l'absorption en 1492 du royaume de Grenade et en 1512 de la partie ibérique du royaume de Navarre. Cet ensemble devient un État unitaire en 1715-1716 par la dissolution des deux Couronnes en application des décrets de Nueva Planta. La monarchie catholique espagnole, qui possède alors un immense empire colonial, est, du XVe siècle au début du XIXe siècle, une grande puissance politique et économique. Elle connaît notamment un important rayonnement culturel dans toute l'Europe durant le Siècle d'or espagnol (XVIe siècle-XVIIe siècle). L'influence espagnole a décliné tout au long du XIXe siècle et au début du XXe siècle avec la perte de ses colonies, la montée des nationalismes et la multiplication des crises politiques, économiques et sociales qui culminent avec la guerre civile de 1936 à 1939 suivie d'une longue période de dictature franquiste, conservatrice, militariste et nationale catholique de 1939 à 1975.
À la suite de la transition démocratique ouverte à la mort de Francisco Franco en 1975 et au mouvement culturel qui l'a accompagnée, la Movida, l'Espagne est devenue une monarchie constitutionnelle au régime démocratique parlementaire.
C'est un pays développé doté de la quinzième plus forte économie mondiale par PIB nominal (selon les données du FMI d'octobre 2023) et d'un niveau de vie « très élevé ». C'est également actuellement la quatrième plus grande économie de l'Union européenne. C'est un membre de l'Organisation des Nations unies, de l'Union européenne, de l'Union latine, de l'OTAN, de l'OCDE et de l'OMC.

## Histoire

### Ibères et Celtibères au contact des civilisations méditerranéennes (avant 197 av. J.-C.)

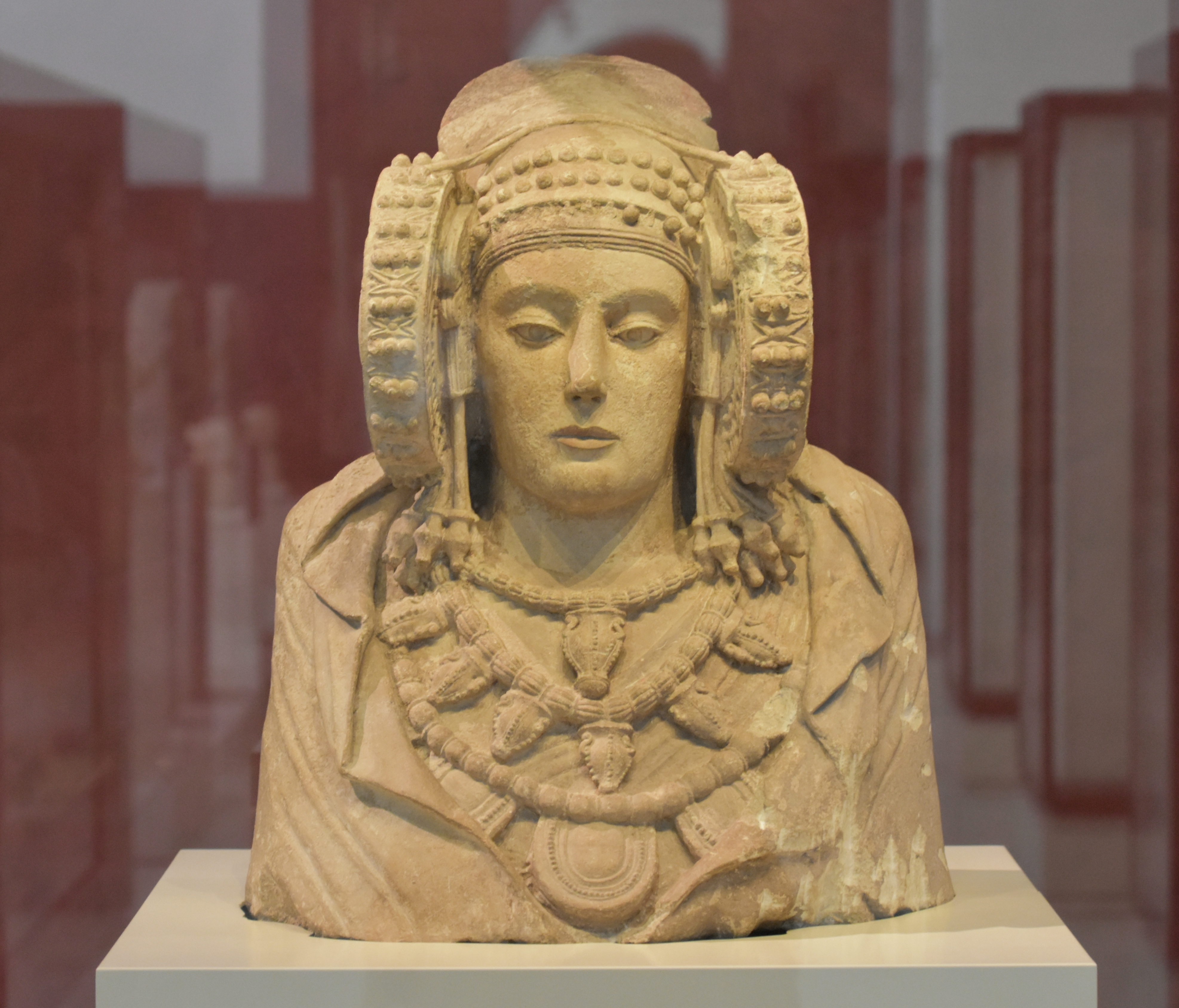
La Dame d'Elche, considérée comme la meilleure expression de l'art ibérique sculpté (–).

Les populations autochtones de la péninsule Ibérique s'appelaient les Ibères. D'après les éléments livrés par l'archéologie et les recherches les plus récentes, il semble falloir abandonner l'idée que les Ibères soient un peuple migrateur venu d'Afrique[réf. nécessaire]. Les Ibères connaissent un développement qui prend sa source au début du Ier millénaire av. J.-C. et se termine avec la conquête romaine dans le courant du IIe siècle av. J.-C.. Leur territoire, qui a pu selon les époques représenter l'essentiel des côtes du Levant espagnol ainsi que la partie occidentale du littoral méditerranéen de la Gaule a en réalité connu des peuplements diversifiés. La géographie et le climat ainsi que certaines interactions avec d'autres peuples peuvent expliquer cela.
Les premières populations ibériques à s'affirmer sont identifiées au sud de la péninsule. Celles-ci semblent avoir dès le début du Ier millénaire av. J.-C. su exploiter les richesses minières de leurs sols, afin d'en faire commerce avec d'autres populations méditerranéennes, et en particulier les Phéniciens puis les Carthaginois. C'est dans cette région qui comprend l'essentiel de l'Andalousie actuelle et qui s'articule autour du bassin du Guadalquivir que va se développer la culture tartessienne, qui utilise une langue, une écriture, une culture et une organisation sociale et politique distincte de celle des peuples voisins, avec une forte influence phénicienne. Les troubles géopolitiques qui affecteront le Proche-Orient durant le VIe siècle av. J.-C. ralentiront ces échanges, et à partir de cette époque environ augmentera la visibilité des régions du nord de l'Ibérie : la région de l'Èbre. Cette région, d'un caractère plutôt agricole en regard des territoires du Sud, miniers, connaîtra un développement singulier et des relations avec les peuples du nord de la mer Méditerranée : Gaulois, Grecs, et plus tard Romains. Les peuples ibères développent différents systèmes d'écriture, dont l'écriture ibérique sud-orientale et l'écriture ibérique nord-orientale.

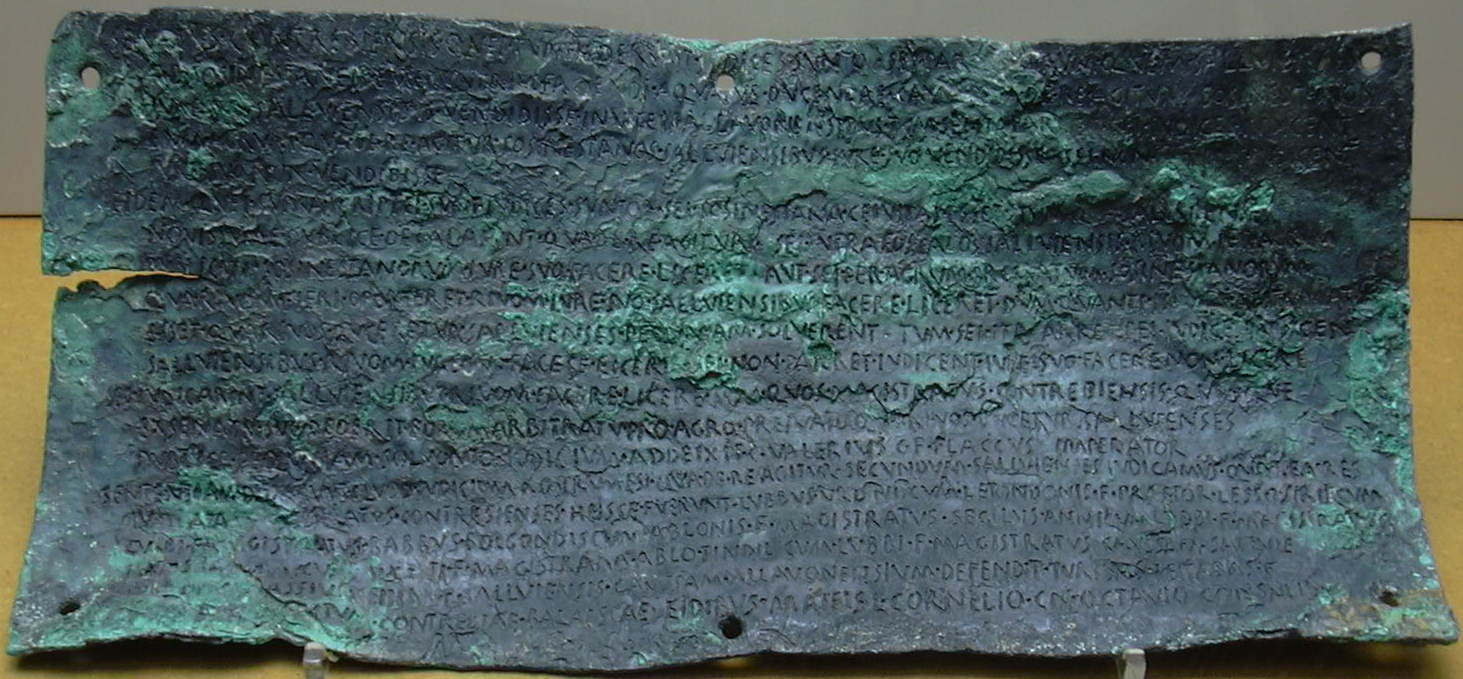
Bronze de Botorrita I, alphabet celtibère oriental.

À ce peuplement ibérique vont s'agréger au nord et à l'ouest des populations celtes, qu'on appelle les Celtibères, à partir du XIIIe siècle av. J.-C. Ils adaptent l'écriture ibérique nord-orientale à leur langue, donnant ainsi naissance à l'écriture celtibère.
À partir du IXe siècle av. J.-C., des comptoirs sont fondés sur les rivages méditerranéens par les Phéniciens — essentiellement sur le littoral sud, Gadès (actuelle Cadix), Malakka (Malaga), Onoba (Huelva), Sexi (Almuñécar), Ibossim (Ibiza), ou encore, en Afrique du Nord, Russadir (Melilla), par exemple —, les Grecs — surtout sur la côte orientale, Empúries (près de Gérone) par les Phocéens, Hēmeroskopeion (Dénia) par des Massaliotes, par exemple — et les Carthaginois — avec Qart Hadasht (Carthagène), Abyla (actuelle Ceuta) de l'autre côté du détroit de Gibraltar, ou encore Akra Leuka (Alicante), Mahon (sur Minorque).

### Hispanie romaine (197 av. J.-C. - 476)

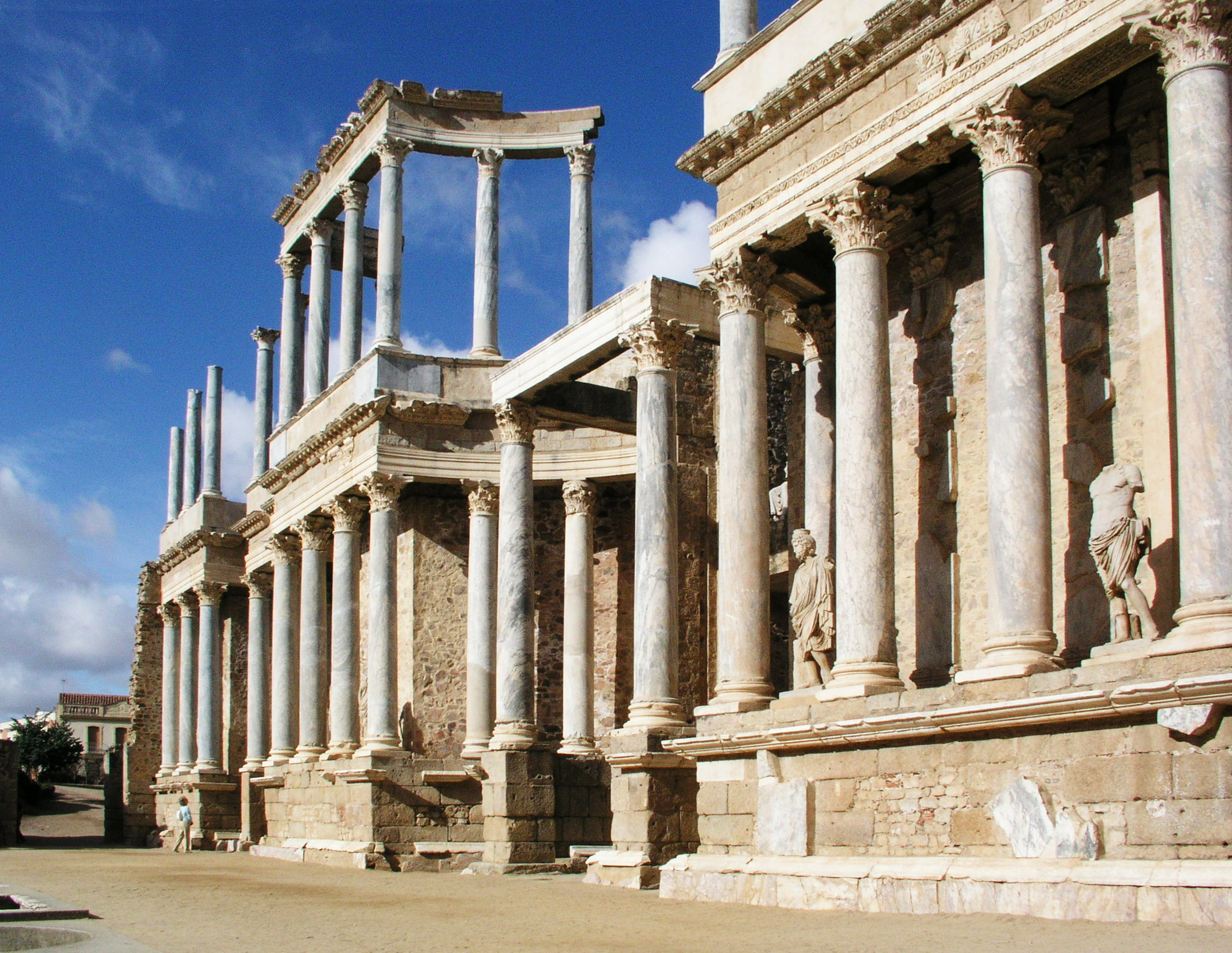
Théâtre romain dAugusta Emerita (Mérida).

Les Romains conquirent la péninsule au IIe siècle av. J.-C., conséquemment à leur victoire sur Carthage lors de la deuxième guerre punique. En 197 av. J.-C., ceux-ci divisent les territoires ibériques qu'ils viennent de conquérir en deux provinces : l'Hispanie citérieure au nord, avec l'ancienne cité égéenne puis ibère de Tarraco (Tarragone), devenue un campement et une colonie romaine, comme capitale, et l'Hispanie ultérieure au sud, avec Corduba (Cordoue), un ancien site de peuplement ibère devenu une place forte punique, pour capitale. Ils romanisent les plus importants centres urbains préexistants de la côte méditerranéenne qu'ils ont conquis, et fondent des colonies romaines ex nihilo (par exemple, Italica dès 206 av. J.-C. pour des vétérans de la deuxième guerre punique). La Celtibérie est conquise à partir de 181 av. J.-C., grâce à l'appui d'un peuple rival, installé plus au nord dans les régions pyrénéennes, les Vascons, mais l'avancée des Romains et de leur culture s'y révélera plus lente, en raison de la résistance et des révoltes fréquentes des Celtibères (comme en témoigne la guerre contre Numance de 153 à 133 av. J.-C.), ne se terminant qu'en 19 av. J.-C. avec Auguste. La péninsule Ibérique est également l'un des terrains de bataille des guerres civiles de la fin de la République romaine, notamment lors de la guerre sertorienne opposant les partisans de Caius Marius alliés aux Ibères sous le commandement de Quintus Sertorius à Rome désormais contrôlée par Sylla, de 83 à 72 av. J.-C. C'est également en Hispanie que se joue en partie la guerre civile entre César et Pompée, les deux provinces étant initialement fidèles à ce dernier et où Jules César mène deux campagnes victorieuses, la première en 49 av. J.-C. et la seconde après la mort de Pompée, contre les derniers chefs des Républicains (le fils de Pompée, Pompée le Jeune, et un ancien lieutenant de César, Titus Labienus), de 46 à 45 av. J.-C. Lors de la réorganisation de la gestion de l'empire par Auguste en 27 av. J.-C., celui-ci s'attribue les trois nouvelles provinces qu'il vient de créer en Hispanie, qui deviennent ainsi des provinces impériales, afin de parachever la conquête puis la pacification de la péninsule (ce qui est fait en 19 av. J.-C. après une campagne contre les peuples celtibères des Cantabres et des Astures au nord).

L'Hispanie romaine sous Dioclétien.

L'Hispanie citérieure ou Tarraconaise, du nom de sa capitale Tarraco, la plus étendue, au nord et à l'est, est celle où se concentre l'effort de conquête puis de pacification des Celtibères. Elle est dirigée par un légat d'Auguste propréteur de rang consulaire et six légions y sont initialement implantées pour la conquête (la Legio II Augusta jusqu'en 19 av. J.-C., la Legio I Germanica jusqu'en 16 av. J.-C., la Legio III Macedonica jusqu'en 43, la Legio VI Victrix jusqu'en 68, la Legio IX Hispana jusqu'en 13 av. J.-C., la Legio X Gemina jusqu'en 63). Après la victoire d'Auguste en 19 av. J.-C. et la fin des campagnes, trois légions y sont laissées en garnison : la Legio III Macedonica peut-être à Pisoraca (es) (Herrera de Pisuerga) ; la Legio VI Victrix à Legio (León) ; la Legio X Gemina à Petavonium (Rosinos de Vidriales (es)). Après 63 et jusqu'à la chute de l'Empire romain, il n'en reste plus qu'une, en garnison à Legio : la Legio VI Victrix vite remplacée par la Legio VII Gemina fondée en 68. Auguste a également fondé dans la province plusieurs colonies romaines pour vétérans : par exemple, Caesaraugusta (Saragosse), qui se mêle ainsi à la population ibère déjà installée dans la cité préexistante de Salduie. L'essor économique de cette province est assuré par l'exploitation de l'étain dans les Asturies et par la production de blé, de vin et d'huile d'olive, denrées exportées vers Ostie depuis les ports de la côte orientale dont surtout Tarraco et Carthago Nova (Carthagène). À la suite de la réorganisation de l'empire menée par Dioclétien entre les années 284 et 305, cette province d'Hispanie citérieure est la seule de la péninsule ibérique à connaître des modifications territoriales en étant divisée en trois : la Tarraconaise avec Tarraco au nord-est, correspondant plus ou moins aux communautés actuelles de Catalogne, d'Aragon, de Navarre et du Pays basque, conservant Tarraco comme capitale ; la Gallaecia ou Gallécie au nord-ouest, avec les communautés autonomes actuelles de Galice, des Asturies et les provinces espagnoles actuelles de León et de Zamora, ainsi que le nord du Portugal, avec Bracara Augusta (Braga) comme capitale et qui conserve l'unique légion d'Hispanie ; la Carthaginoise, au centre et à l'est de la péninsule, sur les territoires actuels de la communauté valencienne, de l'est de l'Andalousie, de la Murcie et d'une grande partie de la Castille, avec Carthago Nova (Carthagène) comme capitale.

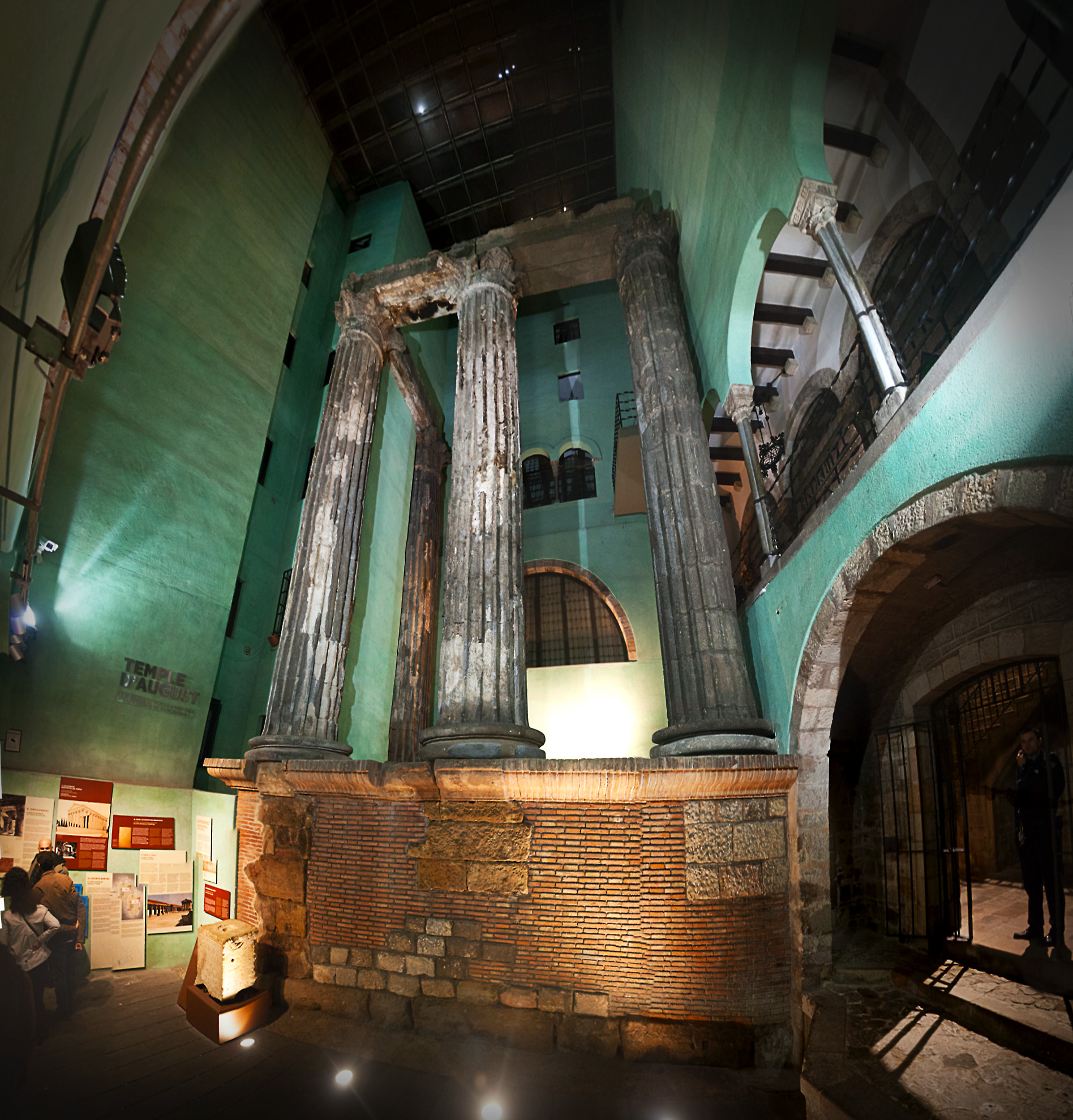
Vestiges du temple d'Auguste de Barcino (Barcelone).

La Bétique, qui tire son nom du fleuve Betis (aujourd'hui le Guadalquivir), correspondant plus ou moins à l'actuelle Andalousie au sud, avec Corduba pour capitale. Pacifiée et déjà largement romanisée, avec un réseau dense de cités (175, dont neuf colonies, du temps de Pline l'Ancien), elle est rétrocédée par Auguste au « peuple romain » vers 16 ou 13 av. J.-C., devenant ainsi une province sénatoriale gouvernée par un propréteur. Aucune légion n'y est jamais implantée, et cette province n'a connu que peu de troubles jusqu'au Ve siècle, à l'exception d'une expédition de Maures révoltés venus d'Afrique du Nord vers 180. Elle est également riche sur le plan économique, avec l'essentiel des ports intégrés au commerce impérial, et grâce à l'exploitation minière ou encore la production et l'exportation du garum (par exemple à Baelo Claudia).
La Lusitanie, à l'ouest, correspondant en grande partie à l'actuel Portugal et à certaines régions du León et de l'Estrémadure espagnol. Elle est dirigée par un légat d'Auguste propréteur de rang prétorien, chargé à l'origine de pacifier et de contrôler les Lusitaniens, mais sans disposer d'aucune légion. La province reste pour autant paisible jusqu'à la chute de l'Empire romain d'Occident, et connaît, comme la Bétique voisine, une certaine prospérité économique grâce à l'exploitation minière (notamment du cuivre et de l'argent, par exemple avec la mine de Vipasca à Aljustrel) ou à la production et à l'exportation du garum. La colonie de vétérans d'Emerita Augusta (Mérida) en devient la capitale.

L'Empire romain au IIIe siècle.

L'Hispanie est, à la fin de la République romaine et au début du Principat, l'une des régions de l'empire les plus romanisées. Ainsi, lorsque les Romains occupent les Îles Baléares en 123 av. J.-C., 3 000 hispaniques parlant latin s'y installent. Le culte impérial s'y diffuse de manière d'autant plus précoce - les plus anciens autels dédiés à un culte d'Auguste en Occident, les trois Arae sestianae ou Arae Augusti, sont attestés dans le nord-Ouest de la Tarraconaise de son vivant, vers 19 av. J.-C. - et d'autant plus rapidement que, comme l'a démontré Robert Étienne, les peuples de la péninsule ibérique (tout particulièrement les Celtibères et les Lusitaniens) pratiquaient déjà un culte au chef, ce dernier, considéré comme doté d'une aura surhumaine, pouvant exiger au combat de ses hommes une dévotion allant jusqu'au don de leurs vies. L'Hispanie est également l'un des maillons importants du commerce impérial, ce qui favorise les échanges avec les autres régions d'Europe et la richesse économique de la péninsule qui exporte des produits miniers (argent, plomb, or), des céréales, de l'huile, du vin et du garum.
Vespasien (69-79) a octroyé le droit latin à l'ensemble des cités d'Hispanie, généralisant ainsi le modèle institutionnel et juridictionnel du municipe latin dans la péninsule et permettant l'accès à la citoyenneté romaine des anciens magistrats de ces cités. Des familles de l'élite hispanique s'intègrent progressivement à l'élite impériale romaine : le philosophe et conseiller impérial Sénèque ainsi que son neveu le poète Lucain sont issus d'une famille de Corduba ayant accédé à l'ordre équestre ; grâce à ces derniers, le poète Martial, originaire d'une petite ville de Tarraconaise, connaît une ascension sociale et devient chevalier sous Domitien ; l'empereur Trajan (98-117) est un descendant de colons italiens d'Italica ; son fils adoptif et successeur, Hadrien (117-138), est issu par son père de la même gens d'Italica, et par sa mère d'anciens colons puniques romanisés de Gadès ; Théodose Ier (379-395) naît dans une famille de l'aristocratie impériale installée à Cauca (Coca), près de Ségovie, et l'un de ses co-empereurs, Maxime (384-388), est également originaire de Tarraconaise.
Le latin est la base linguistique d'où seront issues la plupart des langues parlées aujourd'hui dans la péninsule (castillan, catalan, galicien, aragonais, portugais). Le droit romain continue également, contrairement à d'autres régions de l'Europe occidentale, à être appliqué après la chute de l'Empire et va fortement influencer les coutumes et normes juridiques du droit wisigothique puis du droit féodal dans les royaumes chrétiens espagnols. La christianisation s'est faite relativement rapidement à partir du IIe siècle, du littoral vers l'intérieur des terres, grâce à la présence romaine, et est terminée au IVe siècle.

### Invasions barbares et Royaume wisigoth (409-711)

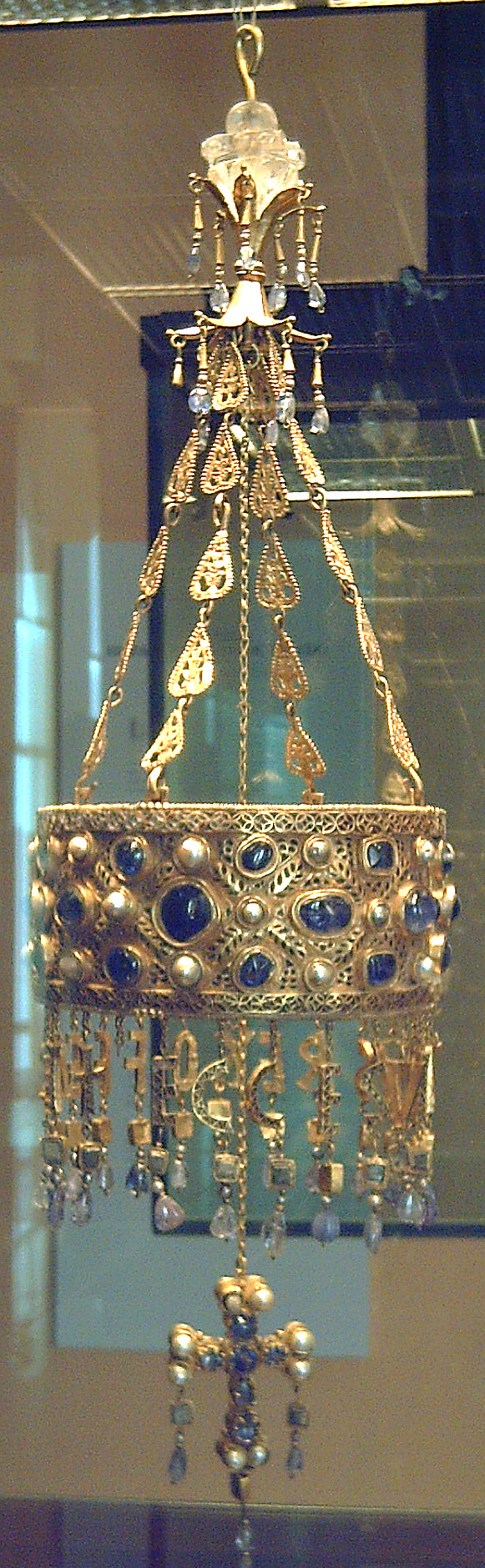
Art wisigoth : couronne votive de Suintila, VIIe siècle (Musée archéologique national de Madrid).

Lors de la chute de l'Empire romain au Ve siècle, des barbares germaniques, les Suèves, les Vandales et les Wisigoths envahirent l'Espagne. Les Vandales, installés momentanément au sud de la péninsule passèrent rapidement en Afrique du Nord (actuelle Tunisie) et les Wisigoths imposèrent leur loi jusqu'à la conquête musulmane. Ils conquièrent définitivement ce qui reste du Royaume suève au nord-ouest en 584, puis la province byzantine de Spania (actuelles régions d'Andalousie et du Levant) en 624. Seules une bande littorale et montagnarde au nord, peuplées par les Cantabres, les Astures et les Vascons, romanisés et christianisés, vont échapper à leur contrôle. Les traditions romaines et méditerranéennes sont conservées. À partir du VIIe siècle, si les habitants sont tous qualifiés de « Goths » (Gothi), c'est pour les distinguer des « Romains » (Romani) ou Byzantins. Jusqu'au VIIe siècle, on distingue principalement dans le royaume, les Gothi (c'est-à-dire les Wisigoths) des indigènes hispano-romains (Hispani). Avec la conversion officielle des Wisigoths au catholicisme (589), la multiplication des mariages mixtes, et l'abolition de la personnalisation des lois par la promulgation d'un corpus législatif commun (le Liber Iudiciorum en 654), ces différences s'atténuent. Le terme de Gothi finit par perdre son sens ethnique pour s'appliquer à la classe dirigeante du royaume (peut-être dominée par des Goths), toutes origines confondues. Le roi Chinthila (636-639) est à l'origine d'un édit stipulant que seul un « Goth » peut monter sur le trône wisigothique.

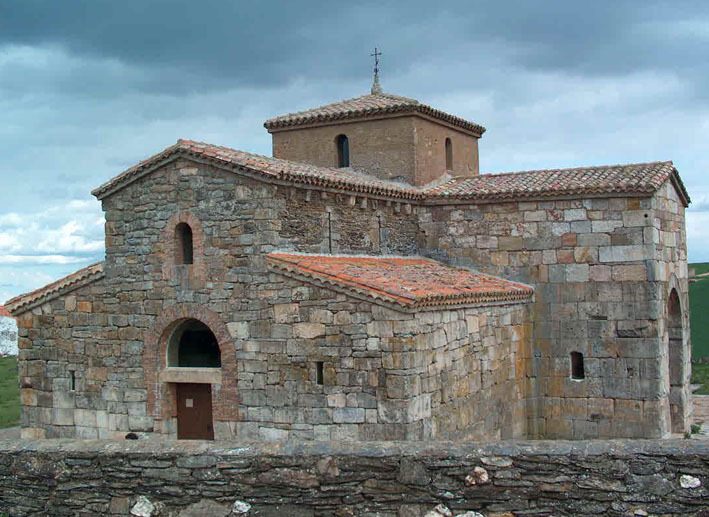
L'église wisigothique de San Pedro de la Nave depuis le Sud-ouest.

Christianisés avant l'invasion, les Wisigoths sont initialement des adeptes de l'arianisme jusqu'au IIIe concile de Tolède en 589 lors duquel le roi wisigoth d'Hispanie Récarède fait adopter à l'Église ibérique l'orthodoxie nicéenne. L'Espagne wisigothique, avec des centres importants tels Tolède (la capitale à partir de 554), Séville, Barcelone, Mérida, Cordoue ou Saragosse, devient un conservatoire de la culture antique et le cadre d'une importante activité intellectuelle et religieuse, tout particulièrement incarnée par l'œuvre de l'évêque Isidore de Séville. Le IVe concile de Tolède de 633, présidé par ce dernier, unifie la liturgie dans l'ensemble du royaume, et le système politico-religieux alors établi, fondé sur une association étroite entre roi et évêques, plaçant les seconds sous l'autorité du premier tout en mettant celui-ci à la disposition et sous le contrôle des évêques, sera repris par l'Église carolingienne. Le pays se spécialise dans les compilations et les florilèges, tout en produisant des œuvres originales en histoire, en droit et en théologie. Les écoles fondées par les évêques, qui transmettent la culture classique, forment aussi bien des clercs et des laïcs, et de nombreux actes de vente conservés sur ardoise témoignent de la diffusion de l'écriture dans les communautés rurales. Les Hispaniques du VIIe siècle continuent à vivre dans des villas de type romain, décorées de fresques, au centre de vastes domaines agricoles ou artisanaux. Ils construisent des églises de plan basilical ou cruciforme, dont seuls nous sont parvenus quelques modestes exemples ruraux. Les architectes utilisent l'arc outrepassé, tandis que les sculpteurs abandonnent la représentation de la figure humaine au profit de motifs géométriques, végétaux et animaux où se mêlent les influences romaine, byzantine et orientale. L'orfèvrerie connaît un grand essor, notamment dans l'atelier royal d'où sortent croix et couronnes votives qui, comme à Byzance, sont suspendues au-dessus des autels.

### Espagne médiévale: Al-Andalus et royaumes chrétiens de laReconquista(711-1512)

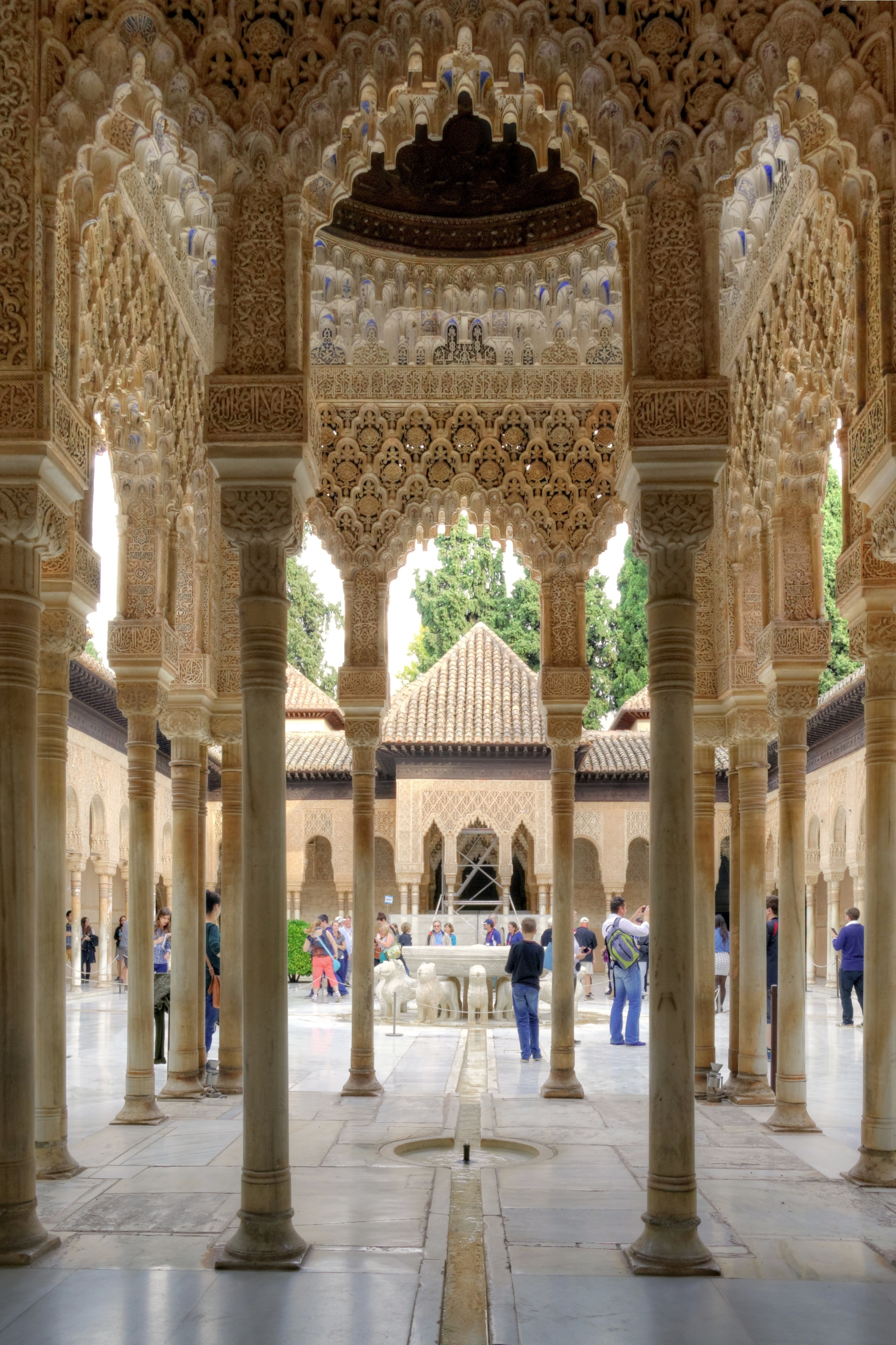
Les colonnades de la cour des Lions des palais nasrides de l'Alhambra à Grenade.

Les Arabo-Berbères, menés par Tariq ibn Ziyad, conquirent le pays en 711. En 756, l'Espagne musulmane (al-Andalus) prit son indépendance, sous le règne des Omeyyades de Cordoue. En 929, le pays se transforme en califat. Au XIe siècle, le califat s'effondre et se fragmente en micro-États, les taïfas ; on en comptera jusqu'à 25. Une certaine unité est retrouvée avec la conquête d'al-Andalus par la dynastie berbère des Almoravides de 1086 à 1142, puis avec celle des Almohades de 1147 à 1212. Al-Andalus se morcelle alors à nouveau en plusieurs taïfas.
Quoi qu'il en soit, malgré ces divisions politiques, al-Andalus est l'un des pôles de l'âge d'or de l'islam entre le milieu du VIIIe siècle et le milieu du XIIIe siècle, avec des centres au rayonnement culturel important tels que Cordoue, Grenade ou Séville. Une Convivencia ou « Coexistence » s'installe entre communautés musulmanes, chrétiennes et juives, favorisant des échanges culturels et une relative tolérance religieuse à l'égard des dhimmi. Les chrétiens arabisés ou Mozarabes, nombreux dans les villes de Tolède, Cordoue, Séville et Mérida, développent une liturgie, une production artistique et une culture mélangeant maintien des traditions et des rites ibères ou wisigoths et influence arabo-musulmane. Ils conservent, comme les muladi (anciens chrétiens convertis à l'islam et leurs descendants, ou métis d'origines arabo-berbères et ibéro-wisigothiques), au moins jusqu'au Xe siècle (époque où s'intensifie le processus d'acculturation et de substitution linguistique au profit de l'arabe, ainsi que de conversion à l'islam), leurs dialectes romans, transcrits en graphie arabe (aljamiado) et qui sont également pratiqués par les colons arabo-berbères. La plupart de ces spécificités de la communauté mozarabe vont perdurer ou influencer (et être influencées en retour) la culture et la liturgie grégorienne et clunisienne des chrétiens du Nord après la Reconquista.

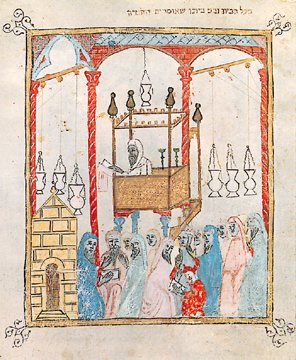
Un chantre lisant le récit de la Pâque dans une synagogue d'Al-Andalus — illustration d'une Haggada de Barcelone, XIVe siècle.

Il se met également en place un âge d'or de la culture juive en Espagne, avec le développement de la culture séfarade, la transformation de la péninsule ibérique en pôle majeur du judaïsme européen au Moyen Âge et la participation active de savants juifs au rayonnement scientifique, artistique et intellectuel d'al-Andalus et aux transferts culturels entre civilisations antiques, arabo-musulmanes, hébraïques et chrétiennes. Certains représentants de ces minorités religieuses - de manière néanmoins très exceptionnelle - sont intégrés au pouvoir politique : Hasdaï ibn Shaprut, au Xe siècle, médecin juif du calife Abd al-Rahman III, exerce en réalité auprès de lui et de manière officieuse une fonction de vizir ; Samuel ibn Nagrela, au siècle suivant, grammairien, poète et talmudiste juif, est vizir et chef des armées du royaume de Grenade. Toutefois, cette « coexistence » est entrecoupée de périodes de durcissements des autorités musulmanes vis-à-vis des dhimmi : une révolte chrétienne entre 852 et 886 entraîne une répression brutale notamment à Cordoue, Burgos, Urbiena et Zamora ; le 30 décembre 1066, un important massacre de la population juive a lieu à Grenade. À partir de la fin du XIe siècle, les Almoravides puis les Almohades pratiquent une politique de propagation d'un islam strict et sont donc moins tolérants à l'égard des minorités religieuses.
Les chrétiens, réfugiés dans le nord au sein du royaume des Asturies ou dans la Marche d'Espagne de l'Empire carolingien, profitèrent de l'affaiblissement musulman lié à l'éclatement politique d'al-Andalus et entamèrent la Reconquista (Reconquête en espagnol) qui prit fin en 1492 avec l'élimination du dernier bastion musulman, le royaume de Grenade, sous le règne des rois catholiques. Les campagnes des « empereurs de toute l'Hispanie » (Imperatores totius Hispaniae : Sanche III de Navarre, Ferdinand Ier le Grand et Alphonse VI le Brave de León et de Castille, Alphonse Ier le Batailleur d'Aragon puis Alphonse VII l'Empereur de Castille) de 1034 à 1157, du Cid Campeador dans les années 1080 et 1090, les prises de Tolède en 1085 ou de Saragosse en 1118, la bataille de Las Navas de Tolosa en 1212, l'expansion aragono-catalane menée par Jacques Ier le Conquérant à Majorque en 1229 et à Valence en 1238, les conquêtes castillanes de Cordoue en 1236, de Murcie en 1243, de Jaén en 1246 et de Séville en 1248, et finalement l'entrée des rois catholiques à Grenade en 1492, marquent les événements militaires les plus importants de cette Reconquista.

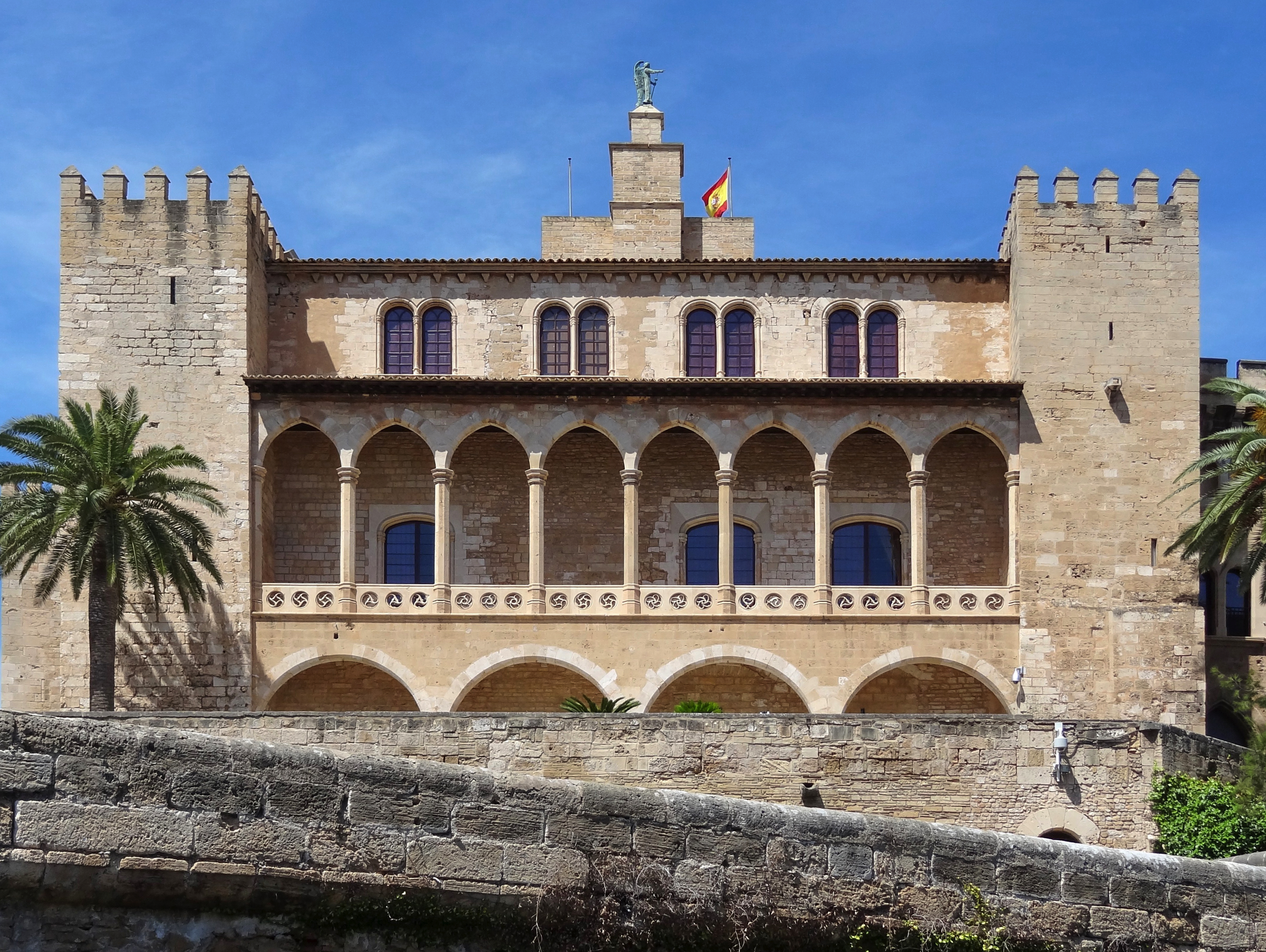
Le palais royal de l'Almudaina à Palma, exemple d'art mudéjar catalano-majorquin.

Celle-ci s'accompagne d'une politique de « repeuplement » ou colonisation des terres de l'ancien al-Andalus ainsi reconquises par l'installation de populations chrétiennes venues des régions septentrionales notamment pyrénéennes, pauvres et surpeuplées, issues des communautés mozarabes s'étant réfugiées au Nord pour fuir les persécutions ou originaires du nord des Pyrénées (les Francos). Toutefois, dans de nombreuses régions, surtout en Murcie, dans le royaume de Valence, aux Baléares ou dans la vallée de l'Èbre, d'importantes communautés musulmanes se maintiennent. Ces Mudéjares, essentiellement des paysans pratiquant une culture d'irrigation mais aussi des artisans spécialisés dans la maçonnerie ou l'industrie textile de la soie, peuvent continuer à pratiquer leur religion, leurs langues et leurs coutumes avec plus ou moins d'autonomie jusqu'à la fin du XVe siècle. Il en est de même pour les communautés juives séfarades. Des soulèvements de Mudéjares, notamment à Valence en 1248 puis 1275, ou en Andalousie en 1264, entraînent des expulsions ou conversions forcées et donc le dépeuplement de certaines zones telles que la vallée du Guadalquivir en Andalousie ou au sud du royaume de Valence, dans la région d'Alicante. Les conquérants construisent ou transforment palais (Palacio de Galiana à Tolède, Alcazar de Séville, Palais de l'Aljaferia à Saragosse, Palais royal de l'Almudaina à Majorque), lieux de culte (cathédrale Santa Maria de Tolède, mosquée-cathédrale de Cordoue, cathédrale Santa Maria de Valence, cathédrale de Palma de Majorque, cathédrale de Santa María de la Sede de Séville) et bâtiments en développant un syncrétisme architectural et artistique, l'art mudéjar. Tolède devient, à partir du XIIe siècle, un important centre de traduction d'ouvrages scientifiques (en mathématiques, médecine, astronomie, par exemple), littéraires ou philosophiques du grec, de l'arabe ou de l'hébreu au latin. Barcelone ou Murcie sont d'autres importants centres de traduction et de circulation de savoirs scientifiques et techniques.

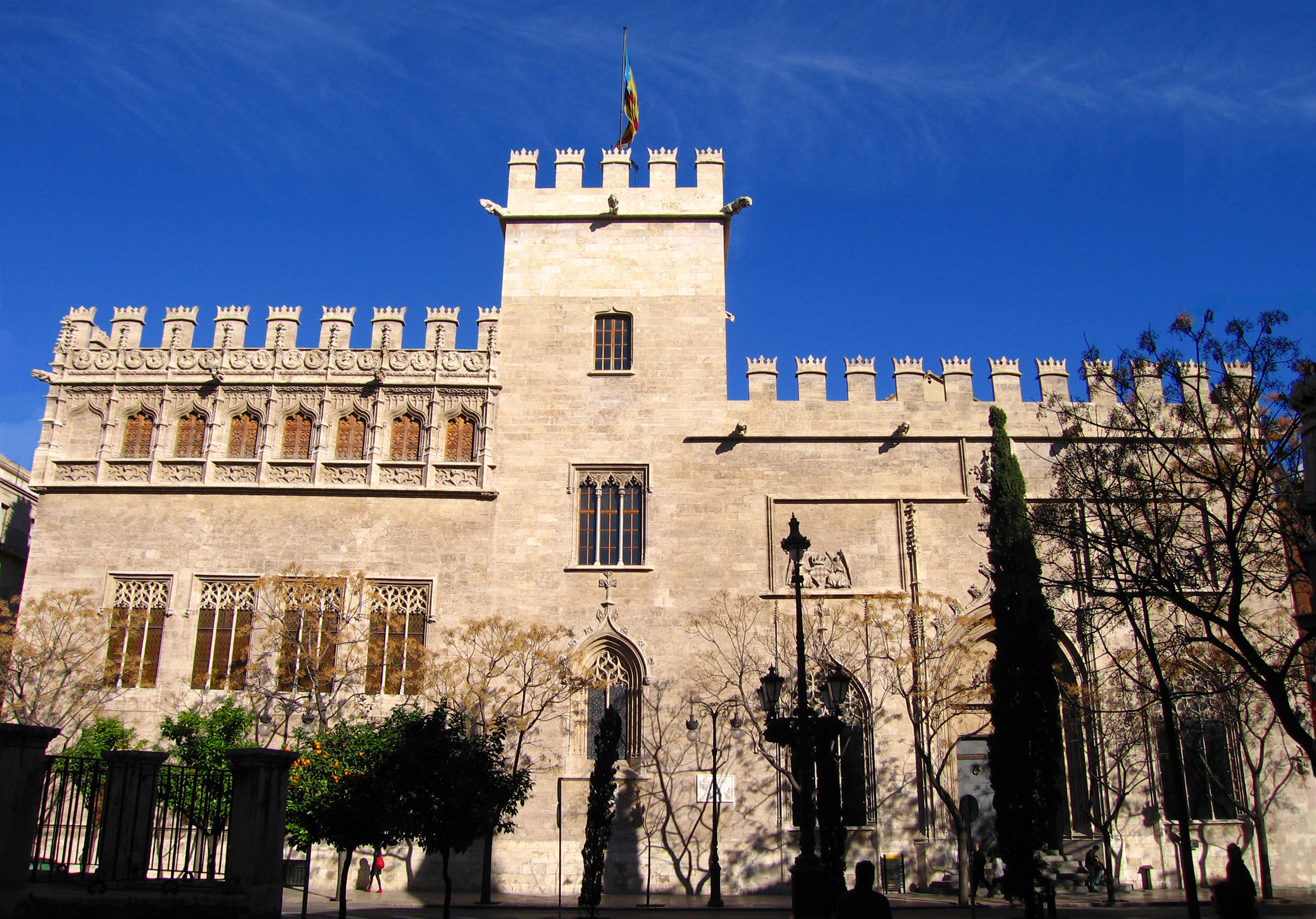
Vue de la Loge de la soie depuis le Marché central de Valence.

Les Royaumes chrétiens connaissent également une certaine prospérité économique, dans le contexte de la « Renaissance du XIIe siècle » qui touche alors l'Occident. Aux exportations traditionnelles de la péninsule ibérique durant l'Antiquité (vin, de Ribadavia en Galice par exemple, ou huile), s'ajoutent celles de productions nouvelles, héritées d'al-Andalus ou de l'évolution des techniques artisanales : de la métallurgie (armes de Tolède) ou de l'habillement, de la tannerie et du textile (le cuir de Cordoue, la soie de Grenade, Tolède, Séville ou Valence, laines de Castille et de León, draps du nord de la Catalogne notamment de Barcelone, de Perpignan ou de Villefranche-de-Conflent). L'afflux de pèlerins venus de toute la chrétienté occidentale vers Saint-Jacques-de-Compostelle assure également l'essor de cette ville et de la Galice. Barcelone surtout mais aussi Valence sont des pôles importants du commerce méditerranéen, la Couronne d'Aragon ayant établi, entre le XIIIe siècle et le XVe siècle, une véritable thalassocratie en Méditerranée occidentale, capable de rivaliser avec les Républiques maritimes italiennes. La Galice, pour sa part, entretien des liens commerciaux étroits avec d'autres régions du littoral atlantique, notamment l'Aquitaine, la Normandie et l'Angleterre.

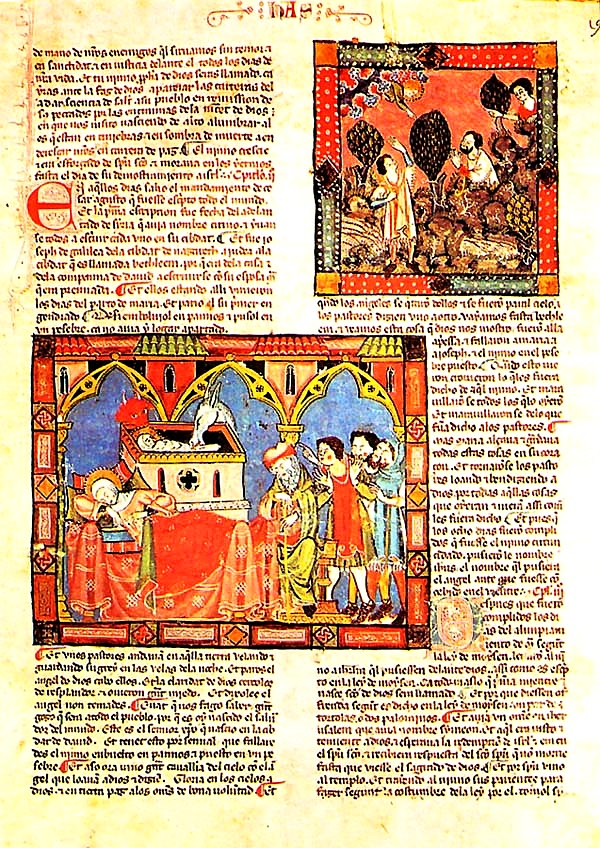
Grande Histoire Générale, de Alphonse X le Sage (Tolède, Espagne). Manuscrit de la bibliothèque de l'Escurial.

Durant cette période, par unions dynastiques et conquêtes, quatre États souverains chrétiens se sont lentement constitués en péninsule ibérique entre le IXe siècle et le XIIIe siècle : le royaume de Navarre dès 824 ; la Couronne d'Aragon née en 1137 de l'union dynastique du royaume d'Aragon et du comté de Barcelone, puis par conquête, essentiellement durant le règne de Jacques Ier (1213-1276), de l'ensemble des autres comtés catalans ainsi que des royaumes arabo-mauresques de Majorque et de Valence ; le royaume de Portugal, formé en 1139 ; la Couronne de Castille fondée essentiellement durant le règne de Ferdinand III (1217-1252) avec l'union dynastique en 1230 des royaumes de Castille et de León, puis la Reconquista des royaumes de Cordoue, de Murcie, de Jaén, de Séville et de Niebla.
C'est également lors des quatre derniers siècles du Moyen Âge que les langues ibériques modernes se fixent et se différencient des langues pré-romanes et les unes par rapport aux autres. Trois d'entre elles, le castillan, le catalan et le portugais, portées par les cours aristocratiques, les milieux savants et intellectuels notamment des ordres mendiants et le développement de ces États, deviennent des langues littéraires - avec la diffusion du Cantar de mio Cid mis par écrit en 1207, les activités de la cour d'Alphonse X (1252-1284) ou le développement à partir du XIVe siècle des Romanceros pour le castillan, et avec les œuvres tant philosophiques, scientifiques que romanesques écrites en prose par Ramon Llull (v. 1232-1315) à partir des années 1270, les Jocs florals instaurés à Barcelone en 1393 et les productions littéraires du Siècle d'or valencien au XVe siècle (Tirant le Blanc, Espill) pour le catalan -, administratives et juridiques.
Enfin, le Moyen Âge a vu s'installer la structure économique, sociale et territoriale de la péninsule qui perdurera, sous de nombreux aspects, jusqu'au XIXe siècle. Les régions septentrionales, d'où est partie la christianisation, sont vieilles chrétiennes, très denses et majoritairement rurales malgré une urbanisation plus forte en Catalogne. La population est essentiellement constituée de petits propriétaires terriens regroupés en communautés attachées à leurs privilèges (fueros ou fors), bourgs castraux, villages ou hameaux. Ces propriétaires sont des alleutiers catalans, basques ou navarrais, des petits chevaliers (les hidalgos ou infanzónes) de Vieille-Castille, d'Aragon, de Galice, des Asturies ou de Cantabrie. Par conséquent, la population nobiliaire y est numériquement importante, parfois majoritaire et se différencie peu des gens du commun. Dans les Asturies, les hidalgos vont représenter pratiquement 80 % de la population, et atteignent en Cantabrie 83 % au XVIe siècle puis plus de 90 % en 1740. Une bourgeoisie, avec des statuts, privilèges et droits politiques particuliers (Ciutadans honrats), se développe notamment dans les villes les plus importantes de la Couronne d'Aragon (Barcelone, Valence), qui sont également les plus peuplées de la péninsule. En revanche, au centre et au sud, dans les territoires issus de la Reconquista, la population est plus mélangée, avec le maintien de communautés juives ou musulmanes dans certaines régions, l'importance des Nouveaux chrétiens, des Mozarabes et des colons venus du nord de la péninsule ou du reste de l'Europe chrétienne (Francos). La densité de population y est plus faible (certaines régions du centre de la péninsule sont pratiquement désertées), constituée de paysans dépendants et salariés travaillant dans de grandes propriétés extensives détenues par des nobles ne résidant pas sur place mais intégrés de plus en plus aux cours royales ou princières, installant ainsi durablement un système latifundiaire : c'est à partir de ce groupe de Ricohombres que sera créé le statut de Grand d'Espagne (Grandeza de España) en 1520.

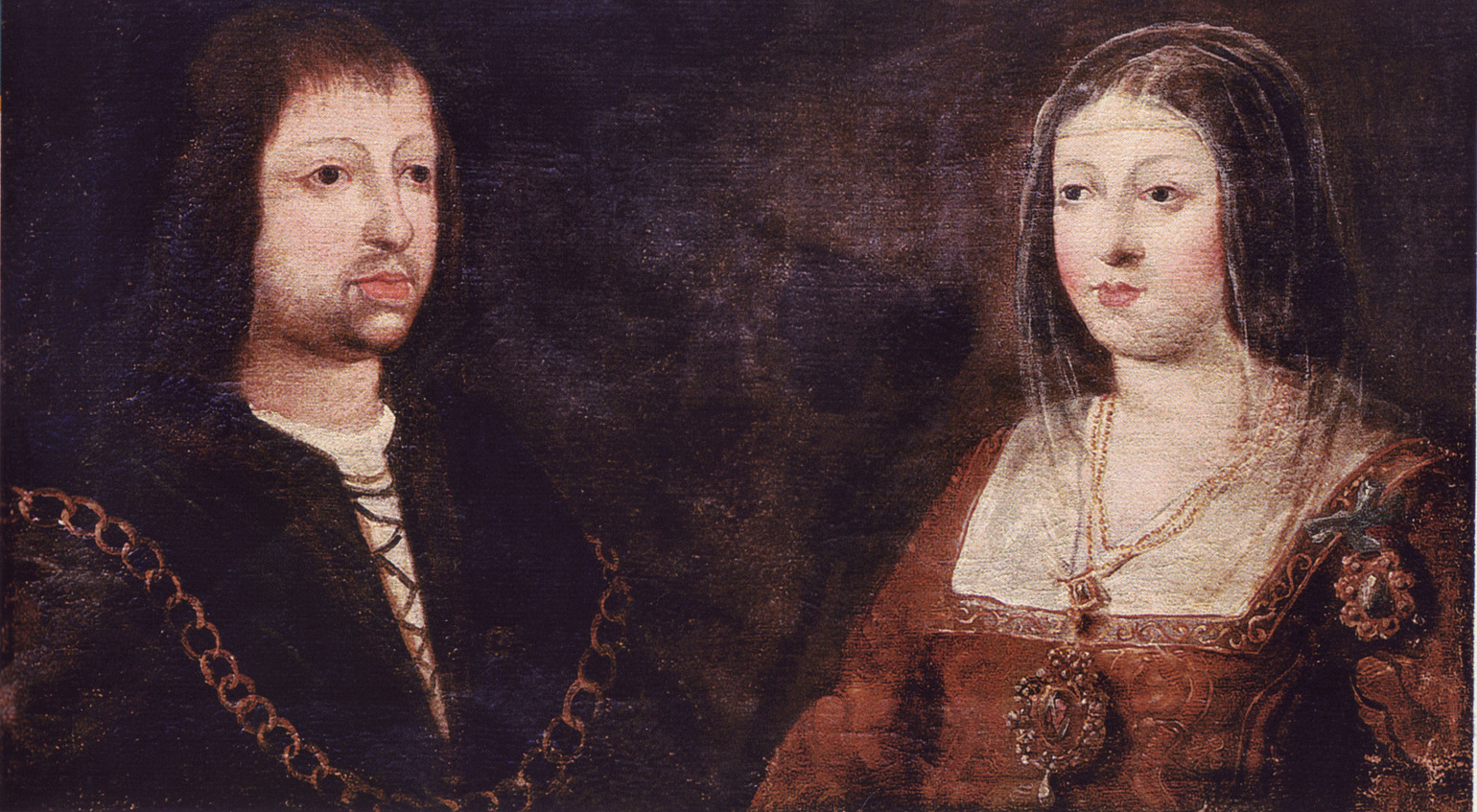
Les rois catholiques, portrait de mariage, 1469.

Couronne d'Aragon unifiant une partie de l'Espagne et de l'Italie en 1441.

L'unification politique de l'Espagne actuelle se dessine à partir de l'union dynastique des Couronnes de Castille et d'Aragon, par le mariage en 1469 des héritiers de ces deux États, la future Isabelle Ire de Castille (1474-1504) et le futur Ferdinand II d'Aragon (1479-1516), surnommés les Rois catholiques pour avoir mené en 1492 la conquête du royaume de Grenade. À la fin de cette même année, Christophe Colomb atteint l'Amérique pour le compte de ces derniers. Ces deux entités politiques conservèrent toutefois, jusqu'en 1715-1716, leurs organisations politiques et institutionnelles distinctes (incarnées par les assemblées représentatives, les Cortes ou Corts, de même que les systèmes de coutumes, de privilèges, de droits et de juridictions spécifiques (les fueros ou fors). En 1512, s'y ajoute la partie ibérique du royaume de Navarre (Haute-Navarre). À cette même époque, les conquistadors s'emparèrent pour les rois espagnols de vastes territoires pour former un immense empire colonial.

### Grande puissance européenne et mondiale (XVIesiècle-début duXVIIesiècle)

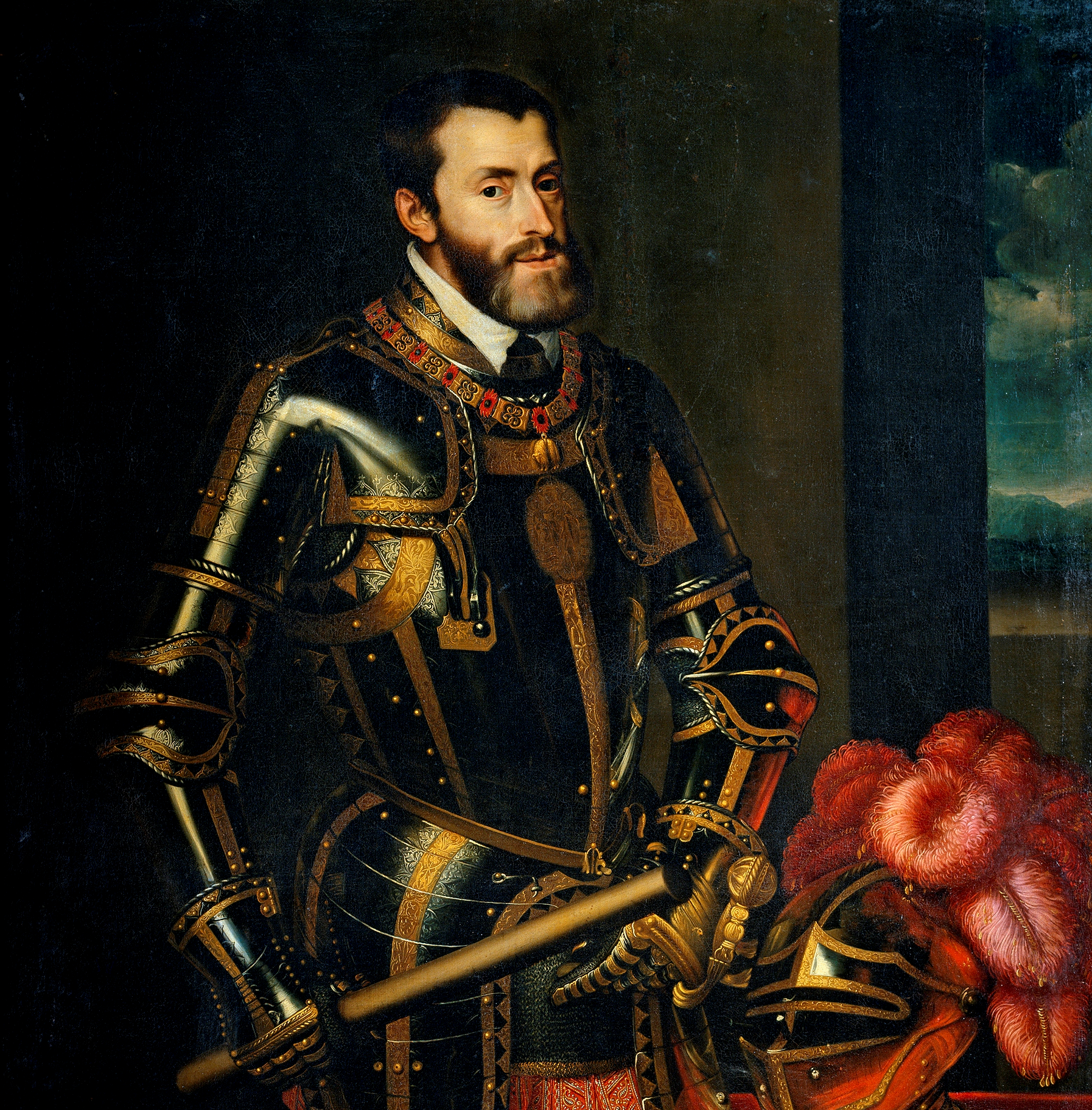
Charles Quint, roi des Espagnes et empereur du Saint-Empire romain germanique.

Discriminations des juifs et des musulmans. Pris dans l'exaltation religieuse de la Reconquista, les souverains espagnols décidèrent par le décret de l'Alhambra (1492) de contraindre les juifs d'Espagne à choisir entre la conversion et l'exil. La plupart d'entre eux ont trouvé refuge dans l'Empire ottoman. Les musulmans restés en Espagne, ou morisques, seront convertis de force dès le début du XVIe siècle. L'Inquisition espagnole, instaurée en 1478 pour maintenir l'orthodoxie catholique en lien avec le pouvoir royal, s'attache surtout à lutter contre les « Nouveaux chrétiens », conversos (anciens juifs convertis de force, péjorativement appelés marranes) et morisques, soupçonnés de continuer à pratiquer leurs religions d'origine dans la clandestinité. Les autorités temporelles et spirituelles commencent également à relayer la violence et les pratiques d'exclusions qui se sont déjà multipliées dans la population depuis la fin du XIVe siècle : un statut de Limpieza de sangre (« pureté du sang ») s'impose ainsi dans l'ensemble des royaumes espagnols à la fin du XVIe siècle, entrainant une discrimination de fait entre vieux chrétiens et nouveaux chrétiens, empêchant l'accès à ces derniers de nombreux offices ou charges publiques, universitaires ou ecclésiastiques. Même après leur quasi-généralisation à partir de la deuxième moitié du XVIe siècle, les statuts de pureté de sang continuèrent à susciter de fortes réserves, en particulier dans la Compagnie de Jésus. Les dérives qu'engendraient ces statuts contraignirent Philippe II à convoquer en 1596 une Junte présidée par l'Inquisiteur général Portocarrero et chargée de définir un cadre à ces statuts. On envisagea ainsi que les enquêtes ne puissent remonter au-delà de cent ans dans le lignage, mais la mort du souverain espagnol entraîna, dès 1599, l'abandon du projet. Le ministre Olivares, soucieux d'attirer les capitaux marranes portugais, tenta lui aussi de limiter la portée des statuts en rédigeant, le 10 février 1623, un décret « qui invalidait toute dénonciation anonyme, pénalisait lourdement la circulation des fameux livres Verdes ou de Becerro contenant des listes infamantes de famille « impures » et instituait le principe des « Trois actes positifs » qui sanctionnait définitivement comme pure toute généalogie ayant par trois été prouvée ». Mais les réticences de la société espagnole, la guerre de restauration du Portugal en 1640 et la disgrâce d'Olivares en 1643 firent que ce décret ne fut pas réellement appliqué. Comme on peut le voir avec ces deux tentatives de législation sur les statuts de pureté de sang, l'État espagnol fut loin de favoriser systématiquement leur développement. A fortiori, il ne donna jamais aux statuts de pureté de sang la dimension d'une loi générale s'imposant à tous. Jamais la limpieza de sangre ne fit partie des lois du royaume. Elle resta toujours du domaine du privé, et toutes les institutions espagnoles ne l'adoptèrent pas.

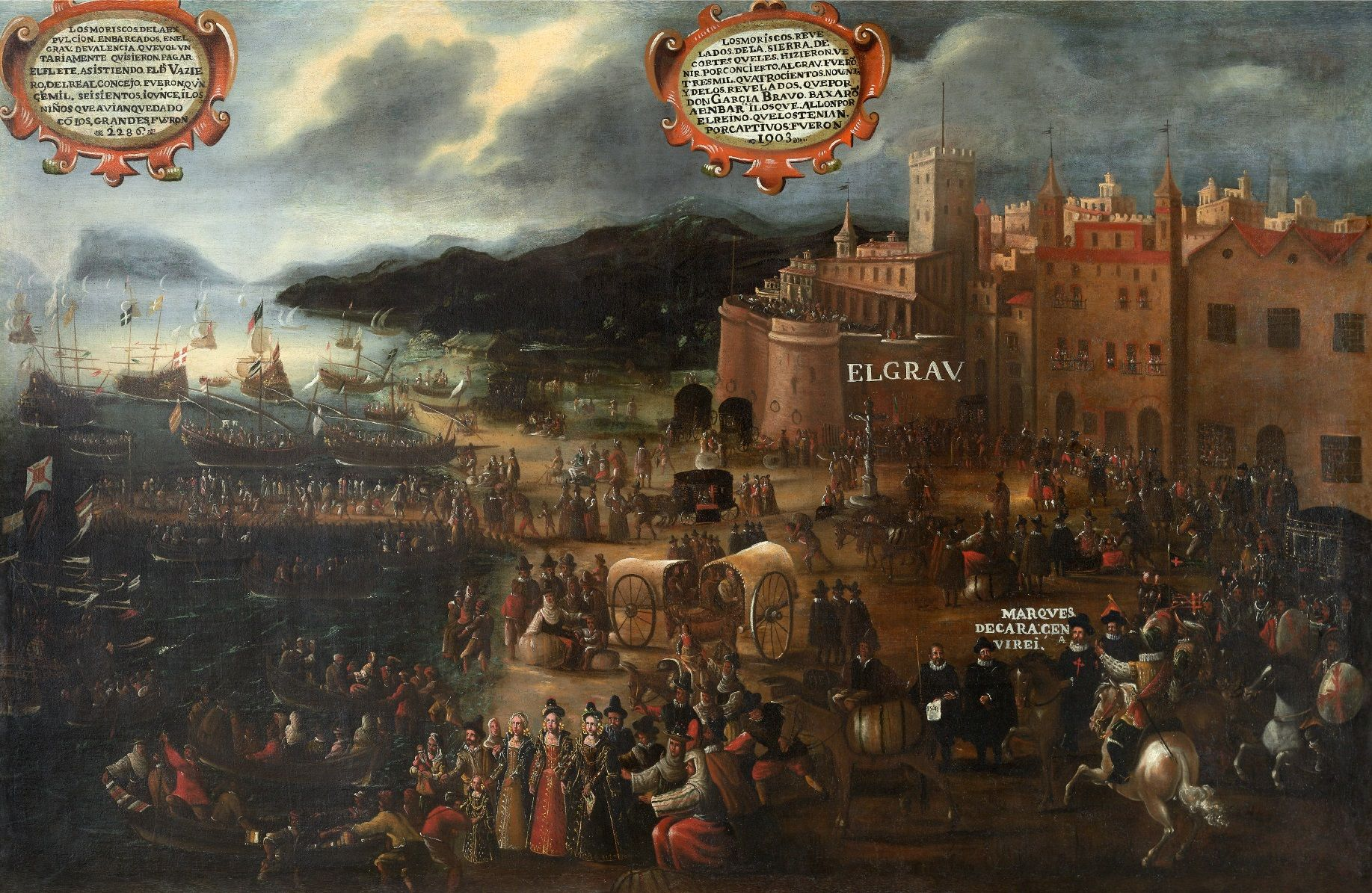
Embarquement de Morisques au port du Grao à Valence en 1609.

Quoi qu'il en soit, les persécutions et les discriminations entraînent des révoltes, notamment des Morisques, comme la révolte des Alpujarras entre 1568 et 1571. Les Morisques seront finalement expulsés entre 1609 et 1614. Cela entraîne des conséquences démographiques et économiques dramatiques pour la Couronne d'Aragon et plus précisément pour le royaume de Valence, où cette communauté était la plus représentée, restait une composante importante de la population et constituait une grande partie de la main-d’œuvre. Avant l'expulsion, il y aurait eu entre 300 000 et 400 000 Morisques en Espagne, sur un total d'approximativement 8,5 millions d'habitants. Ils se trouvent concentrés dans les royaumes de la Couronne d'Aragon, où ils représentent près de 20 % de la population ; ce chiffre s'élève à près de 40 % dans le pays valencien,. De façon générale, les terres riches (souvent proches du littoral) et les centres urbains de ces royaumes sont majoritairement chrétiens, tandis que les Morisques occupent une grande partie des terres intérieures, pauvres et montagneuses, et se concentrent dans les faubourgs urbains,. On les trouve également en nombre important dans les zones de cultures irriguées autour de Gandia et Xàtiva. À tout cela s'ajoute un taux de croissance démographique nettement supérieur à celui des chrétiens. Les Morisques étaient des travailleurs : leur départ occasionne d'importantes pertes dans la perception des impôts et a, dans les zones les plus affectées, des effets dévastateurs sur l'artisanat, la production de toiles, le commerce et les travaux des champs. Certaines comarques du nord de la région d'Alicante perdent presque l'intégralité de leur population. Si, tout au long du XVIe siècle, Valence avait été le centre le plus actif de la Couronne d'Aragon, l'ordre d'expulsion massive des Morisques signifie sa ruine, en détruisant les fondements même de son économie, : « On dit que douze mille hommes étaient morts, que soixante-dix lieux furent brûlés, que les dommages pouvaient être estimés à 70 000 ducats ». Les terres abandonnées passèrent aux mains de la noblesse qui prétendit ensuite les louer aux paysans dans des conditions souvent abusives pour compenser à court terme ses pertes supposées, si bien qu'au final les nobles se trouvèrent les plus favorisés.

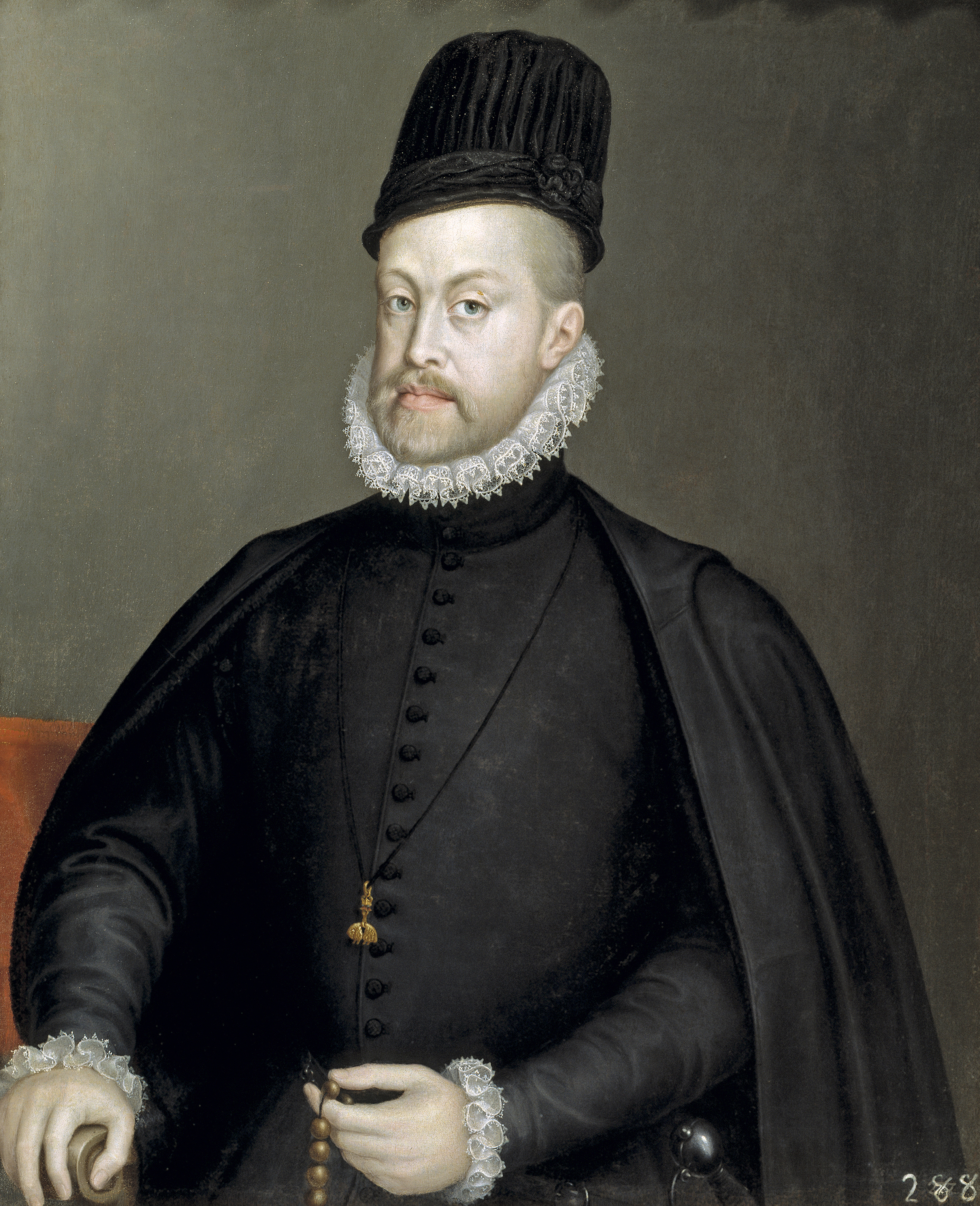
Portrait de Philippe II d'Espagne par Sofonisba Anguissola.

Grande puissance. Au XVIe siècle, l'empire des Habsbourg, dont la monarchie espagnole est, avec le Saint-Empire romain germanique, l'élément essentiel, devient la première puissance européenne ainsi qu'un des premiers empires coloniaux et de portée mondiale qui va durer de 1516 à 1898. En Europe, outre les Couronnes espagnoles, lors du partage de l'empire de Charles Quint en 1555-1556, Philippe II hérite des territoires aragonais en Méditerranée (la Sardaigne, les royaumes de Sicile et de Naples), du duché de Milan, des Pays-Bas espagnols (jusqu'en 1581 où la partie septentrionale veut son indépendance sous le nom de Provinces-Unies [actuels Pays-Bas], jusqu'en 1713 pour les Pays-Bas méridionaux qui deviennent Pays-Bas autrichiens et qui correspondent à l'actuelle Belgique), du comté de Bourgogne (Franche-Comté, jusqu'en 1678, date de son rattachement à la France), du Charolais (cédé pour paiement d'une dette en 1684 au Grand Condé) et de l'Artois (jusqu'à son rattachement à la France en 1640). S'y ajoute le Portugal par union dynastique entre 1580 et 1640 (et donc également l'Empire colonial portugais durant cette période), et le titre impérial du Saint-Empire romain germanique pour Charles Quint (1519-1558). La monarchie espagnole établie également une véritable thalassocratie, grâce à son Armada, sur l'Atlantique et la Méditerranée, incarnée par la victoire de Lépante par une flotte coalisée emmenée par les Espagnols sur les Ottomans en 1571.

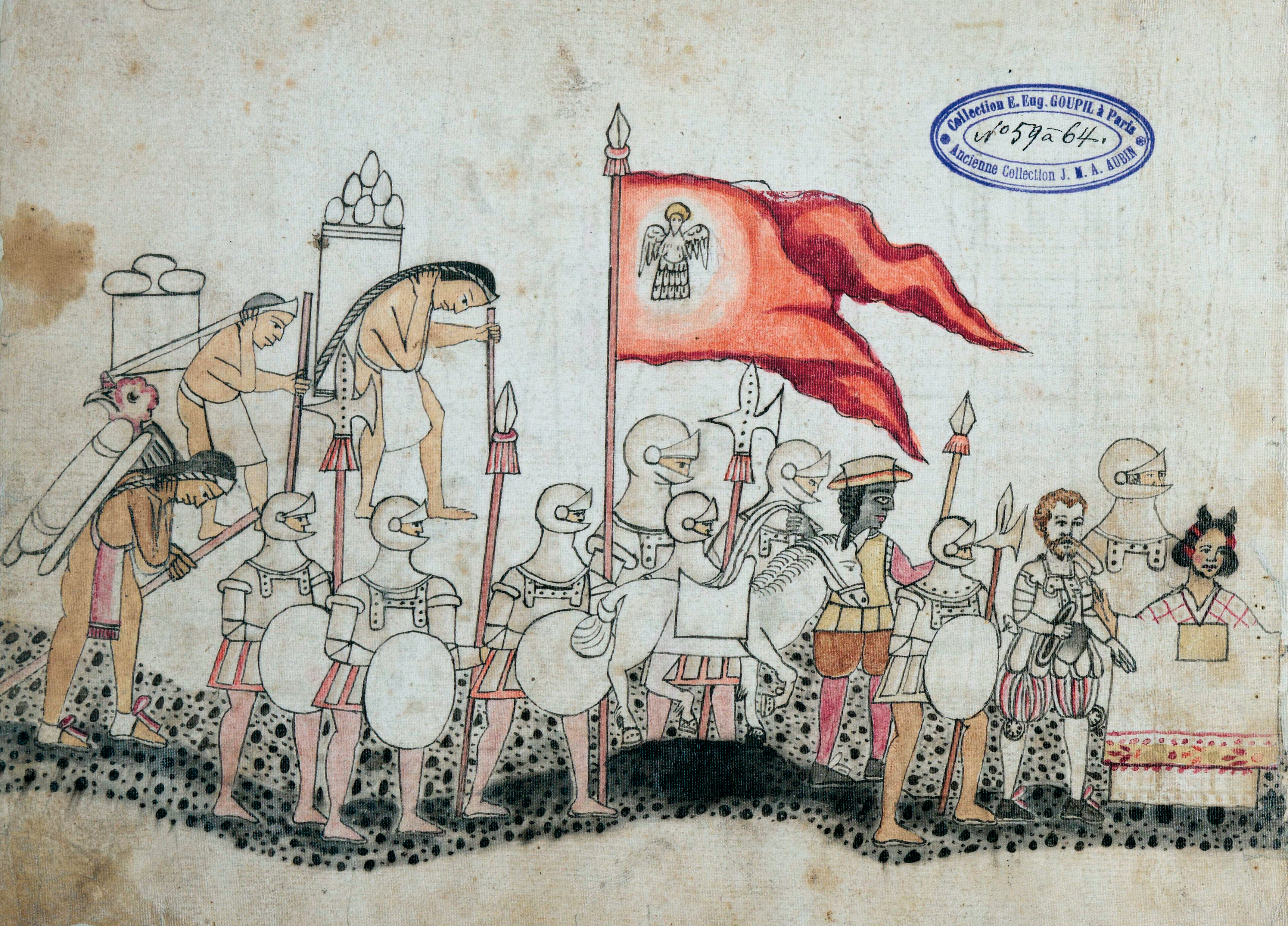
Conquistadors et porteurs indigènes dans le Codex Azcatitlan.

L'empire colonial, né essentiellement de l'exploration du Nouveau Monde à partir de 1492, de la chute de l'Empire aztèque sous les coups des conquistadors d'Hernán Cortés entre 1519 et 1521 puis du lancement de la conquête de l'empire inca par Francisco Pizarro et Diego de Almagro en 1532, s'étend sur la partie occidentale de l'Amérique du Sud, avec les vice-royautés de Nouvelle-Grenade du Pérou, et même la totalité de ce sous-continent durant l'union avec le Portugal qui apporte dans l'empire le Brésil, mais aussi l'Amérique centrale et la moitié sud de l'Amérique du Nord actuelles (la Nouvelle-Espagne), de même que les Philippines. L'Espagne acquit en partie sa puissance politique, économique et militaire par un afflux considérable de métaux précieux ou de denrées rares en provenance des Amériques et par l'accès à un stock de monnaie. Une partie de celui-ci transite via Anvers, première place financière mondiale. Le port de Séville, puis à partir de 1717, celui de Cadix, où arrivent les navires du Nouveau Monde, sont parmi les plus riches d'Europe. Pour la mise en valeur des colonies, l'utilisation d'esclaves africains commence en 1510. L'Espagne présente alors la particularité de ne pas participer directement à la traite, confiant, à partir de 1519, le monopole de l'importation d'esclaves africains vers les colonies espagnoles d'Amérique à des puissances étrangères : ce monopole, l'Asiento, est concédé en échange du paiement d'une redevance, et c'est d'abord le Portugal qui l'obtient puis la Hollande jusqu'à la fin du XVIIe siècle. Ce n'est qu'à partir de 1550 que la demande espagnole pour l'Amérique décolla. Les esclaves étaient alors pêcheurs de perles à la Nouvelle-Grenade, débardeurs à Veracruz, dans les mines d'argent de Zacatecas, dans les mines d'or du Honduras, du Venezuela et du Pérou, vachers dans la région de La Plata. D'autres étaient forgerons, tailleurs, charpentiers et domestiques. Les esclaves femmes servaient de femme de chambre, de maîtresse, de nourrice ou de prostituée. On prenait l'habitude de leur confier les tâches les plus ingrates. Dans le premier quart du XVIIe siècle, le nombre total d'esclaves déportés d'Afrique devait approcher les 200 000, dont 100 000 allèrent au Brésil, plus de 75 000 en Amérique espagnole, 12 500 à São Tomé (autre colonie portugaise) et quelques centaines en Europe.

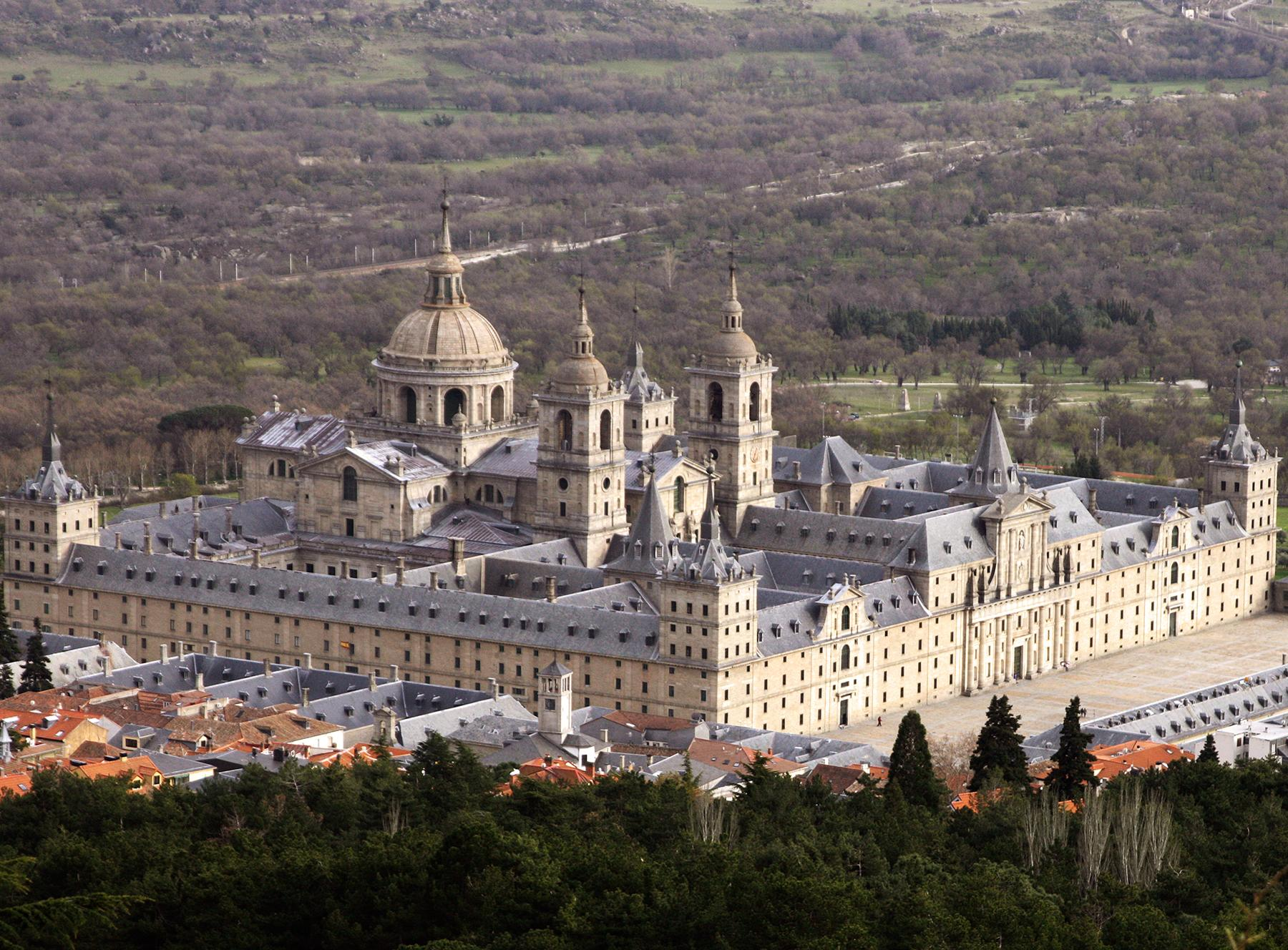
Le monastère royal de l'Escurial, près de Madrid, construit sous Philippe II.

Plus encore, les royaumes espagnols, à partir de Charles Quint (1516-1556) puis surtout de son fils et successeur Philippe II (1556-1598), se posent en champions de la Contre-Réforme tridentine et de la lutte contre les Réformes protestantes en Europe. C'est un groupe d'étudiants essentiellement espagnols de l'université de Paris qui fondent en 1539 ce qui va devenir la Compagnie de Jésus, avec à leur tête le Basque espagnol Ignace de Loyola.
C'est également durant cette période que la domination politique, économique et culturelle de la Castille commence à s'installer sur le reste de la péninsule: Charles Quint, né et élevé en Flandre des Pays-Bas bourguignons, tient sa cour à Gand, Malines (Grand Conseil des Pays-Bas, cour suprême), Bruxelles (Salle Aula Magna de son Palais du Coudenberg, où ont lieu les grands événements et son abdication en 1555 ) et une cour itinérante un quart de son règne. Mais Philippe II, né et élevé en Espagne, fixe la cour royale à partir de 1561 à Madrid.

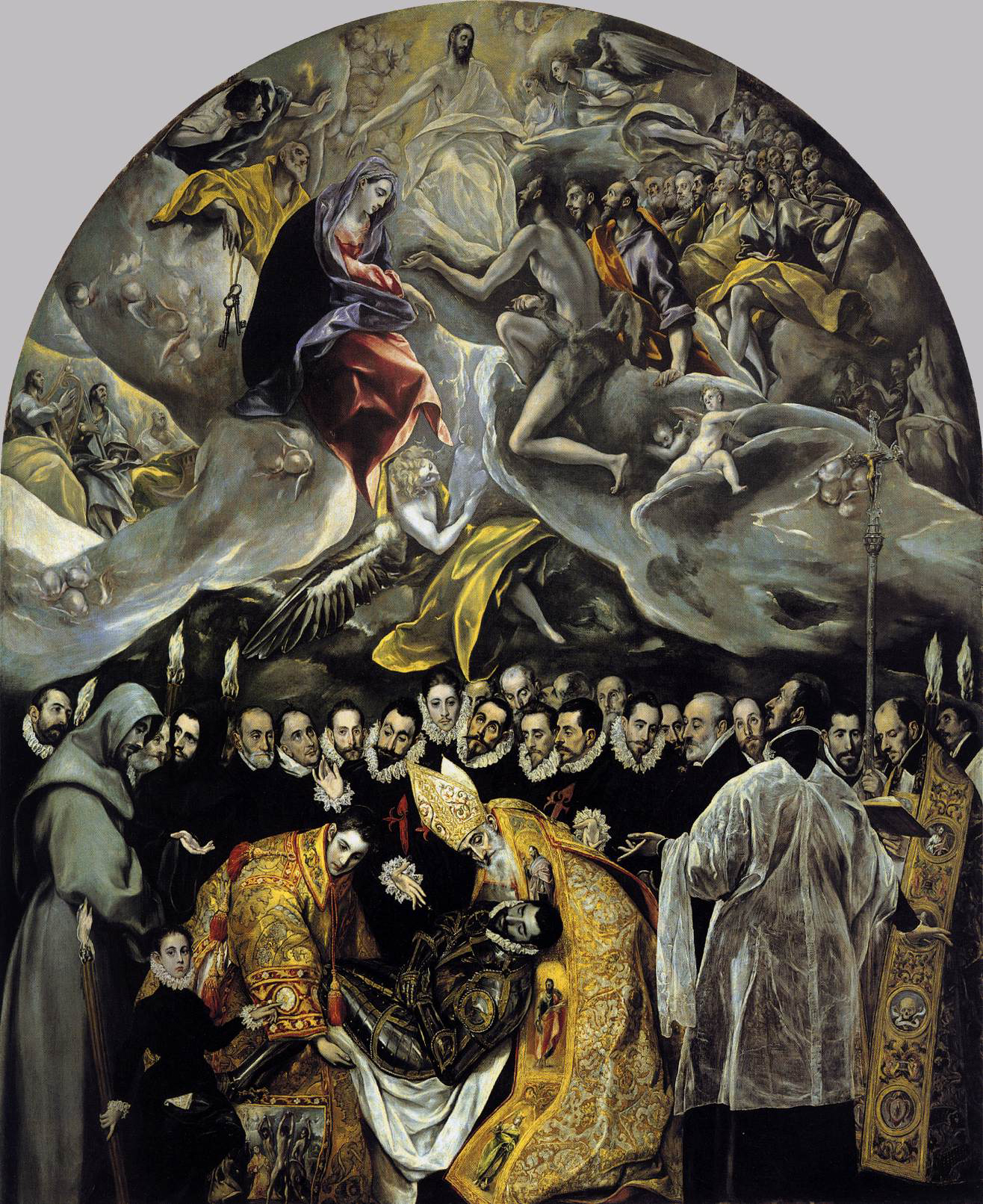
L'Enterrement du comte d'Orgaz par Le Greco, Tolède.

Rayonnement culturel. Le mécénat des Habsbourg contribue alors au développement de la littérature et des arts à partir de la fin du XVIe siècle, faisant rayonner la culture espagnole (désormais assimilée à la culture castillane) dans l'ensemble de l'Europe, marquant le début du Siècle d'or espagnol. L'Escurial, le grand monastère royal construit par Juan de Herrera sous les ordres de Philippe II, attire certains des plus grands architectes et peintres européens. Aux idées de l'humanisme et de la Renaissance italienne, qui ont pénétré dans la péninsule ibérique depuis la fin du XVe siècle et l'époque du Siècle d'or valencien, s'ajoute l'esprit de la Contre-Réforme tridentine qui contribue à l'essor en Espagne du baroque. Diego Vélasquez, un artiste immensément respecté de son temps et considéré comme l'un des peintres majeurs de l'histoire de l'art, cultive des liens avec Philippe IV et son premier ministre, Gaspar de Guzmán, comte d'Olivares, et laisse plusieurs portraits montrant l'originalité de son style et l'étendue de son talent. Le Greco, autre grand peintre espagnol de la période, incorpore des éléments venant de la Renaissance italienne dans l'art espagnol et participe à la naissance d'un style espagnol original. Certaines des plus grandes compositions musicales espagnoles sont écrites pendant le Siècle d'or. Des compositeurs comme Tomás Luis de Victoria, Luis de Milán ou Alonso Lobo participent au développement de la musique de la Renaissance et de styles comme le contrepoint ou la polyphonie, gardant une grande influence tout au long de la période baroque. La littérature espagnole est également florissante, avec notamment l'œuvre monumentale de Miguel de Cervantes, l'auteur du Quichotte. Lope de Vega, l'auteur de théâtre le plus prolifique d'Espagne, écrit sans doute plus de mille pièces, dont quatre cents sont parvenues jusqu'à nous.

### Déclin (XVIIesiècle-1975)
La puissance de l'Espagne déclina progressivement non seulement en raison des guerres coûteuses qu'elle mena et des révoltes qui éclatèrent, mais également du fait d'une économie artificiellement prospère due aux richesses tirées du Nouveau Monde.
En 1700, à la suite de la mort sans héritier mâle du dernier souverain Habsbourg, le petit-fils de Louis XIV, dont la première épouse était une infante espagnole, devint, après une longue guerre meurtrière, roi d'Espagne sous le nom de Felipe V/ Philippe V, et fonda la dynastie des Bourbons d'Espagne, liée par un pacte de famille aux rois Bourbons de France, et supprima dans le sang les autonomies politiques, judiciaires, administratives et linguistiques de la Navarre, de l'Aragon, de la Catalogne, des îles Baléares, du royaume de Valence, etc, par les décrets de la Nueva Planta.
En 1755, c'est le tremblement de terre de Lisbonne. Les ports de Cadix, Séville et La Corogne sont presque entièrement détruits. L'Espagne perd sa flotte militaire et marchande, et surtout son aura de pays indestructible, conquérant et gendarme du monde. La conséquence économique sera dramatique, le commerce avec les Amériques se déroutant vers les ports anglais, allemands, hollandais ou flamands. Ce qui impliquera, aussi, une ingérence de ces mêmes pays dans les affaires latino-américaines.

Tres de mayo, tableau du peintre espagnol Francisco de Goya.

Au XVIIIe siècle, des luttes entre les prétendants au trône affaiblirent la couronne. En 1808, Napoléon Ier envahit l'Espagne et y place sur le trône son frère Joseph Bonaparte. Rapidement, la résistance des civils sous forme de nombreuses révoltes et de guérilla prend de l'ampleur. Celle-ci, l'intervention militaire britannique, ainsi que plusieurs autres facteurs comme le redéploiement de 30 000 soldats français de l'Espagne vers l'Europe de l'Est pour renforcer la Grande Armée, qui se prépare pour la Campagne de Russie, mènent au retrait de l'armée française d'Espagne en 1814. Ce conflit est particulièrement sanglant et entraîne d'importantes pertes pour l'Espagne, qui ne put être pacifiée durablement, enchaînant avec une série de guerres civiles sur fond de querelles dynastiques au sein de la famille régnante des Bourbon et du développement dans certains couches de la société espagnole d'une aspiration à la démocratie.
S'oppose ainsi durant tout le XIXe siècle un courant traditionaliste catholique, absolutiste et légitimiste (le carlismo ou carlisme, ainsi nommé en référence au prétendant Carlos ou Charles de Bourbon, frère du roi Ferdinand VII) et un autre plus libéral, parlementariste et séculariste (le « parti royal » qui soutient les souverains officiels, d'abord la reine Isabelle II de 1833 à 1868 puis Amédée Ier de Savoie de 1870 à 1873 et enfin, à la suite de la Restauration bourbonienne de 1874, Alphonse XII suivi de son fils Alphonse XIII),. Cela aboutit aux trois guerres carlistes de 1833-1840, 1846-1849 puis 1872-1876. S'y ajoutent des coups d'État militaires fréquents, appelés Pronunciamiento, l'armée, elle-même divisée idéologiquement, intervenant ainsi régulièrement contre le gouvernement en place pour trancher les débats politiques entre absolutistes et parlementaristes, conservateurs et progressistes puis finalement monarchistes et républicains. La révolution de 1868 renverse pendant six ans la dynastie des Bourbon et offre à l'Espagne ses premières expériences démocratiques : c'est le Sexennat démocratique (Sexenio Democrático) qui voit se succéder une monarchie constitutionnelle (confiée d'abord à la régence d'un gouvernement provisoire puis au fils cadet du roi d'Italie, élu roi sous le nom d'Amédée Ier) de 1868 à 1873 puis l'éphémère Première République (d'abord fédérale avant de devenir unitaire et présidentielle) de 1873 à 1874. Un nouveau pronunciamiento mené par le général Arsenio Martínez Campos en décembre 1874 entraîne finalement la Restauration des Bourbons au profit du fils d'Isabelle II, Alphonse XII.
Du fait de ces affaiblissements et de cette instabilité, l'Espagne perdit la plupart de ses colonies au XIXe siècle, surtout à partir des années 1820. Les dernières colonies (Cuba, les Philippines, Porto Rico, Guam) se séparèrent de la couronne en 1898 après la guerre hispano-américaine,. Quelque peu isolée du reste de l'Europe, l'Espagne connaît une période de stagnation économique et politique. Toutefois, ce déclin doit être relativisé étant donné que l'Espagne a elle aussi eu droit à sa part du gâteau « Afrique » ; elle a ainsi pris possession du Sud Marocain en 1884, du Nord en 1912, sans oublier bien sûr la Guinée équatoriale. De plus, la révolution industrielle, bien que relativement tardive et limitée, permet à certaines métropoles (Madrid, Barcelone, Bilbao) de gagner en population grâce à un important exode rural provenant des régions paupérisées du sud et donc de s'étendre. Un mouvement de planification urbaine aboutit à l'aménagement de nouveaux quartiers appelés ensanche (« extension ») en castillan ou eixample en catalan. L'évergétisme mené par la bourgeoisie d'affaire contribue également dans chacune de ces villes à un renouvellement culturel, fortement influencé par les grands courants artistiques et littéraires européens du tournant du XXe siècle (Art nouveau puis Art déco) et associé à la montée de revendications nationalistes catalanes, basques ou galiciennes qui font revivre ces langues face à la domination du castillan. Le modernisme catalan, tout particulièrement symbolisé par l'œuvre architecturale d'Antoni Gaudí, est ainsi représentatif de ce renouveau.
La Seconde République chassa la monarchie des Bourbons en 1931. Mais, après la victoire du Front populaire en 1936, les extrêmes droites (carlistes et phalangistes) organisent un soulèvement, soumettant l'Espagne, après une tragique guerre civile de 1936 à 1939, à la dictature nationale-catholique du général Franco. Celui-ci, bien qu'originellement monarchiste, décida de conserver le pouvoir. La monarchie, quoique restaurée en 1969, ne fut vraiment effective qu'après la mort de Francisco Franco en 1975.

### Restauration monarchique (depuis 1975)

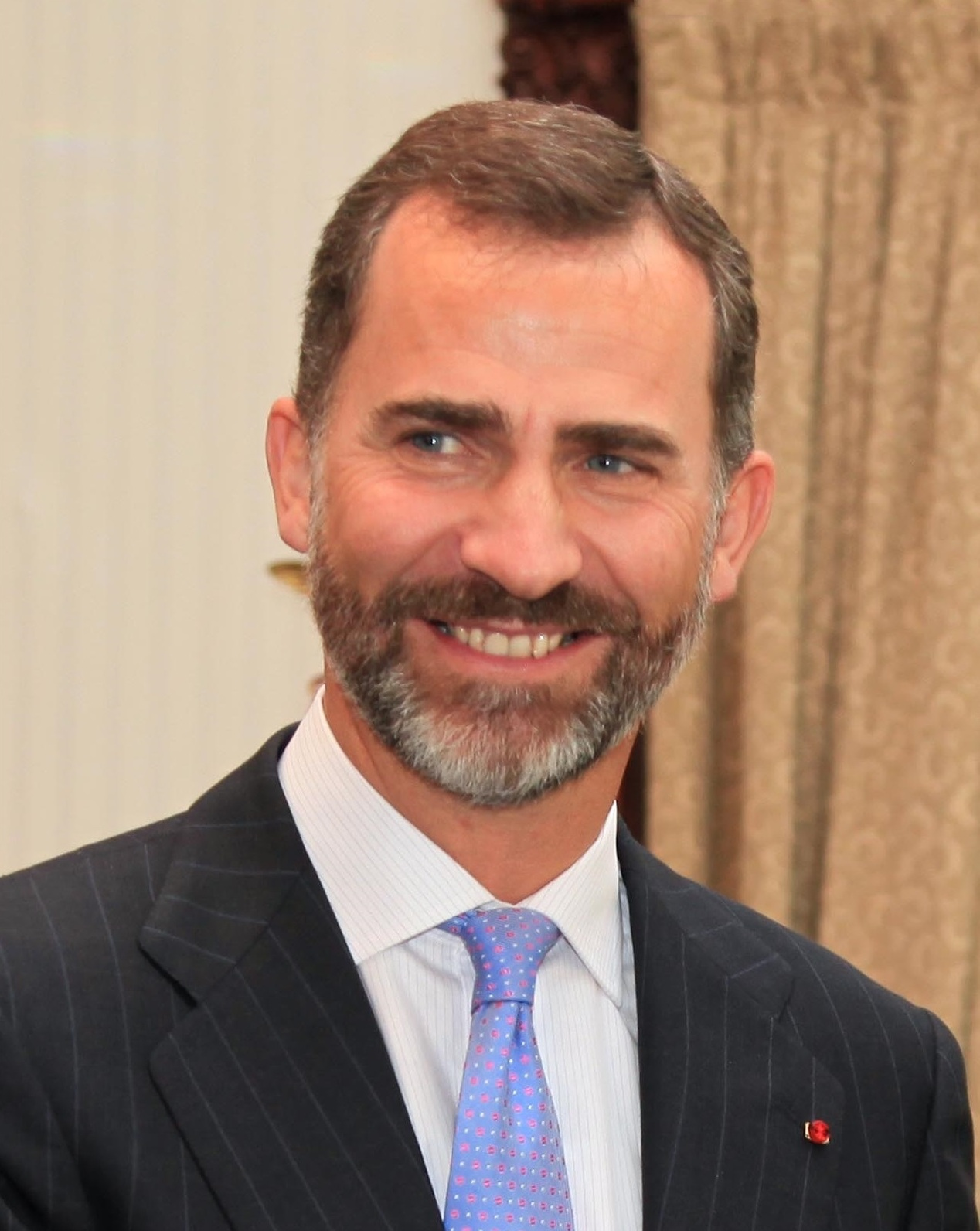
Felipe VI, l'actuel roi d'Espagne.

À la mort de Franco, en 1975, la monarchie est restaurée et Juan Carlos Ier, le nouveau roi, rétablit rapidement la démocratie représentative. L'adhésion aux Communautés européennes, qui était gelée sous la période de dictature, reprend et le pays intègre la Communauté économique européenne avec son voisin, le Portugal, le 1er janvier 1986. La nouvelle Constitution, très libérale, rompt avec le centralisme très poussé de l'époque franquiste et met en place une très large décentralisation. De nombreux partis nationalistes locaux sont à nouveau légalisés, en particulier dans les provinces périphériques, où subsistent des langues régionales différentes du castillan (Galice, Pays basque, Catalogne). Certains revendiquent plus d'autonomie, d'autres parlent d'indépendance (en particulier au Pays basque et en Catalogne). Le parti communiste est aussi légalisé. L'indépendantisme le plus radical et le plus violent est celui de l'ETA basque, organisation terroriste prônant et pratiquant la lutte armée, l'assassinat et le racket. Cette transition politique s'accompagne d'un important mouvement de libération des mœurs et de renouvellement culturel et artistique, la Movida, contribuant alors à la modernisation et à l'intégration de la société espagnole dans l'Europe démocratique.
La réussite économique de l'Espagne entre 1975 et 2007 fait naître l'idée d'un miracle économique espagnol, altéré toutefois par un taux de chômage très élevé par rapport au reste de l'Europe. Le pays exprime son dynamisme par l'organisation de grandes manifestations internationales, culminant en 1992 avec les Jeux olympiques d'été de Barcelone et l'Exposition universelle de Séville. Au milieu des années 1990, les réformes s'accélèrent avec le Pacte de Tolède, consensus de tous les partis politiques représentés au parlement pour garantir la viabilité économique du système de retraite en Espagne. Mais le pays connaît de graves difficultés économiques depuis 2008, lorsqu'il apparaît que ce miracle a reposé en grande partie sur le dynamisme du secteur de la construction, lui-même facilité par la spéculation immobilière qui a multiplié par trois la valeur des bureaux et des logements en moins de dix ans. Le modèle touristique espagnol, autre pilier de l'économie du pays depuis la transition démocratique, commence lui-aussi à être remis en question dans les régions les plus touchées par le tourisme de masse en raison d'effets sociaux, économiques et environnementaux de plus en plus perçus négativement par certains habitants, amenant à s'inspirer d'initiatives d'autres lieux touristiques dans le monde.
En 2004, le PSOE revient au pouvoir après avoir enregistré son meilleur score depuis 1989 avec 42,6 % des voix et en 2008 il remporte à nouveau les élections avec 43,8 % des voix, augmentant encore son emprise sur la vie politique espagnole. Plusieurs réformes sociétales sont alors menées (légalisation du mariage homosexuel en 2005, libéralisation renforcée de l'avortement en 2010). Le contraste entre les régions les plus industrialisées et celles qui sont en retard s'est creusé après que l'Union européenne eut diminué ses fonds structurels européens, compte tenu de son extension à douze nouveaux pays, l'Espagne devenant un contributeur net de fonds après avoir été longtemps un bénéficiaire net. La crise économique à partir de 2008 renforce ces déséquilibres, voit le chômage augmenter fortement et s'accompagne de mesures d'austérité, surtout après le retour au pouvoir du Parti populaire en 2011. Les importantes coupes budgétaires dans de nombreux domaines, conjugués à l'éclatement médiatique de plusieurs affaires politico-judiciaires, entraînent des mouvements de contestation sociales et politiques, les plus importants restant ceux des Indignés (Indignados) et des indépendantistes catalans. Dans ce contexte, le bipartisme est de plus en plus remis en question par l'émergence de nouveaux mouvements politiques critiquant les partis traditionnels (Podemos pour la gauche radicale, Ciudadanos au centre-droit, Vox à l'extrême-droite), créant une certaine instabilité politique et rendant difficile la formation de majorités parlementaires, surtout à partir des élections générales de 2015.

## Politique

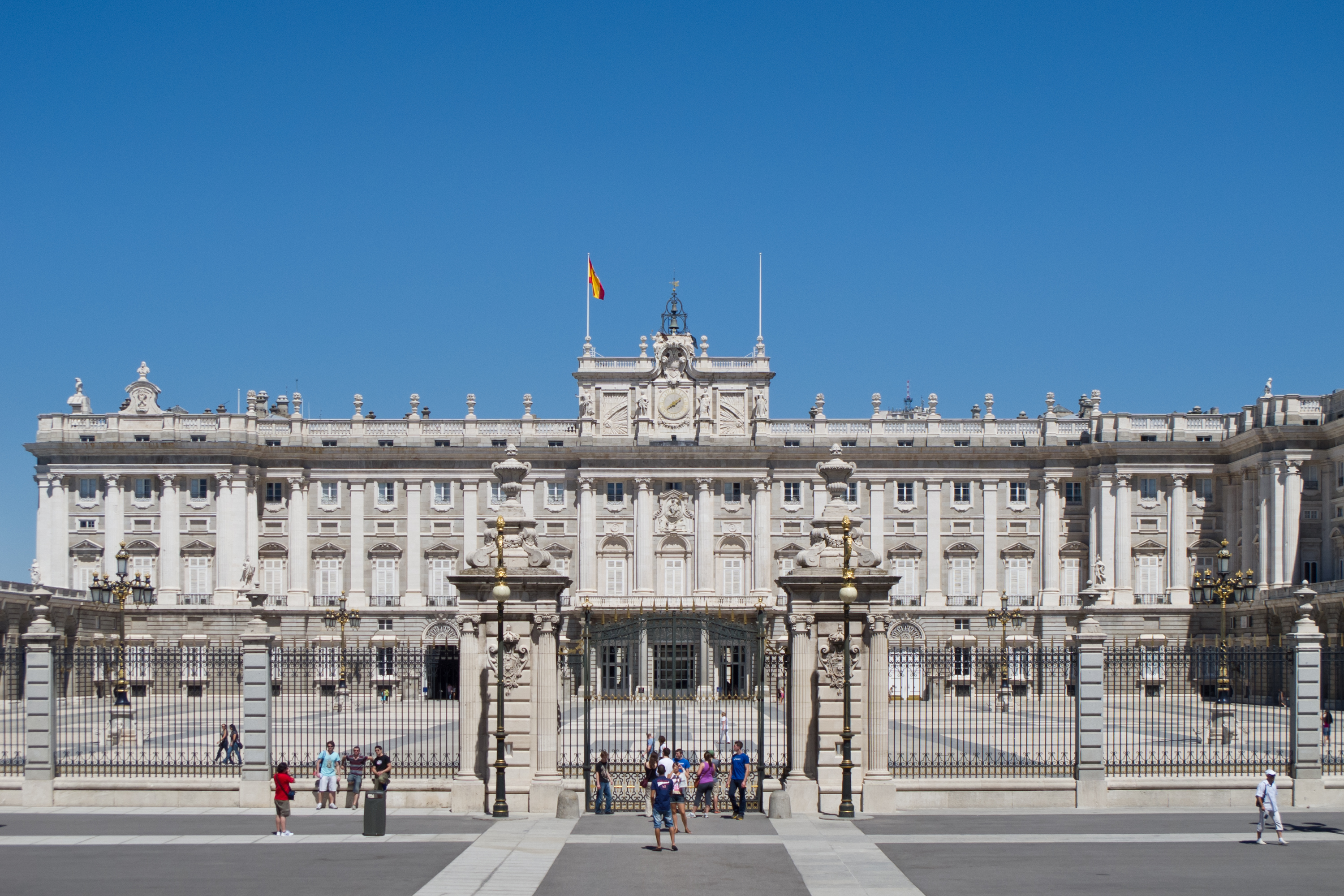
Palais royal de Madrid.

Depuis 1978, l'organisation politique de l'Espagne est régie par la constitution de la même année qui établit un régime de monarchie constitutionnelle et un État social et démocratique de droit et la pluralité des partis politiques.
Le monarque dispose de pouvoirs politiques et symboliques, définis par l'article 62 de la constitution : il est le chef de l'État et des armées, ratifie les lois, nomme le président du gouvernement, peut dissoudre le Parlement sur proposition de ce dernier. Par ailleurs (art. 56), il est le représentant de l'État espagnol dans les relations internationales, notamment vis-à-vis des liens avec le monde hispanique. L'actuel souverain est Felipe VI. Le pouvoir exécutif est néanmoins détenu par le président du gouvernement.
Le président du gouvernement (Presidente del Gobierno) (rôle comparable à celui d'un Premier ministre), est à la tête de l'exécutif pour une durée de quatre ans renouvelable. Le président du gouvernement est nommé par le roi après l'acceptation de sa candidature par le Congreso de los Diputados ; il préside le Conseil des ministres. Pedro Sánchez occupe cette fonction depuis le 2 juin 2018.
Le pouvoir législatif est dévolu aux Cortes Generales, qui constitue l'organe suprême de représentation du peuple espagnol. Il est composé d'une chambre basse, le Congrès des députés (Congreso de los Diputados), et d'une chambre haute, le Sénat (Senado). Le Congrès des députés compte 350 membres élus pour quatre ans au suffrage universel direct. Actuellement, le Sénat est constitué de 264 membres dont 208 directement élus et 56 désignés par les régions.
Le pouvoir judiciaire se compose du Conseil du Pouvoir judiciaire, organe d'administration et de supervision des juges et magistrats ainsi que du personnel exerçant une autorité juridique en Espagne ; le Tribunal suprême, qui chapeaute l'ordre juridique espagnol et juge en dernier appel pour les crimes et délits ainsi qu'en première instance pour certains crimes ou délits d'importance ; les tribunaux supérieurs de Justice, qui composent les hautes juridictions autonomes, font également partie de l'Ordre judiciaire espagnol et sont pour la communauté autonome de rattachement, l'équivalent du Tribunal suprême, ils demeurent toutefois soumis à ce dernier et leur rendus de jugements peuvent être pourvus en appel près du Tribunal suprême. Une spécificité espagnole réside dans l'existence de l'Audience nationale, sorte de tribunal « international » ne jugeant que les étrangers pour des crimes et délits à caractère international ou bien de thèmes particulier pouvant impliquer soit des États tierces, soit plusieurs Communautés, mais également des domaines d'actualité comme les actes terroristes, atteintes au bien de l'État et Communautés ou de ces représentants.
Le Tribunal constitutionnel n'entre pas dans l'ordre judiciaire et n'a pour rôle que la défense de l'ordre constitutionnel, l'application de la Constitution du pays, mais aussi de vérification, validation ou suspension de toutes normes de l'État ou des Communautés contraires à cette dernière. Il est aussi juge du bon déroulement des élections et des résultats, comme dans bon nombre d'autres pays.
|                        | Habitants (2000) | Habitants (2023) |
| ---------------------- | ---------------- | ---------------- |
| Andalousie             | 7 340 052        | 8 620 120        |
| Aragon                 | 1 189 909        | 1 348 918        |
| Asturies               | 1 076 567        | 1 008 876        |
| Îles Baléares          | 845 630          | 1 231 487        |
| Îles Canaries          | 1 716 276        | 2 236 013        |
| Cantabrie              | 531 159          | 591 151          |
| Castille-La Manche     | 1 734 261        | 2 100 523        |
| Castille-et-León       | 2 479 118        | 2 389 959        |
| Catalogne              | 6 261 999        | 8 021 049        |
| Communauté valencienne | 4 120 729        | 5 316 478        |
| Estrémadure            | 1 069 420        | 1 053 423        |
| Galice                 | 2 731 900        | 2 762 198        |
| Madrid                 | 5 205 408        | 7 000 621        |
| Région de Murcie       | 1 149 329        | 1 569 164        |
| Navarre                | 543 757          | 678 103          |
| Pays basque            | 2 098 596        | 2 227 581        |
| La Rioja               | 264 178          | 324 226          |
| Villes autonomes       |                  |                  |
| Ceuta                  | 75 241           | 83 284           |
| Melilla                | 66 263           | 86 056           |

Les élections se déroulent normalement tous les quatre ans. Les dernières élections générales eurent lieu en juin 2016.
Depuis la transition démocratique, un bipartisme s'est mis en place entre le Parti socialiste ouvrier espagnol (Partido Socialista Obrero Español) ou PSOE (centre gauche, social-démocrate), au pouvoir de 1982 à 1996 avec Felipe González, de 2004 à 2011 avec José Luis Rodríguez Zapatero et depuis 2018 avec Pedro Sánchez ; le Parti populaire (Partido Popular) ou PP (centre droit, conservateur et libéral sur le plan économique), au pouvoir de 1996 à 2004 avec José María Aznar et de 2011 à 2018 avec Mariano Rajoy. Une coalition de gauche, Gauche unie (Izquierda Unida) ou IU (gauche communiste, anticapitaliste et écosocialiste), s'est également régulièrement imposée comme la troisième force du pays depuis sa fondation en 1986.
Plusieurs partis ou coalitions autonomistes, nationalistes ou indépendantistes ont pu influer sur la scène politique espagnole en raison de leur poids régional : la fédération Convergence et Union (Convergència i Unió en catalan) ou CiU (centre et centre droit catalaniste, progressiste, libéral et démocrate chrétien), au pouvoir en Catalogne de [1980 à 2003 avec Jordi Pujol et depuis 2010 avec Artur Mas ; la Gauche républicaine de Catalogne (Esquerra Republicana de Catalunya) ou ERC (gauche indépendantiste, catalaniste, sociale-démocrate et républicaine), la deuxième force politique de Catalogne depuis 2012 ; l'Initiative pour la Catalogne Verts (Iniciativa per Catalunya Verds en catalan) ou ICV (gauche catalaniste, fédéraliste, néo-communiste, écosocialiste, anticapitaliste et républicaine), ponctuellement associé au niveau national à la Gauche unie ou plus récemment à Podemos ; le Parti nationaliste basque (Euzko Alderdi Jeltzalea en basque, Partido Nacionalista Vasco en espagnol) ou EAJ-PNV (centre, abertzale, fédéraliste et démocrate), au pouvoir au Pays basque de 1980 à 2009 avec Carlos Garaikoetxea, José Antonio Ardanza puis Juan José Ibarretxe et depuis 2012 avec Iñigo Urkullu ; la coalition Amaiur (gauche abertzale) fondée en 2011 ; le Bloc nationaliste galicien (Bloque Nacionalista Galego en galicien) ou BNG (gauche galléguiste, nationaliste, socialiste démocratique et social-démocrate), qui a participé au gouvernement de la Galice en alliance avec le Parti des socialistes de Galice-PSOE de 1987 à 1990 et de 2005 à 2009 ; la Coalition canarienne (Coalición Canaria en espagnol) ou CC (centre et centre droit, nationaliste et libéral), au pouvoir aux îles Canaries depuis 1993 avec Manuel Hermoso, Román Rodríguez Rodríguez, Adán Martín puis Paulino Rivero, allié avec le PP de 1995 à 2005 et de 2007 à 2010 puis avec le PSOE depuis 2011 ; la Coalition Compromís (Coalició Compromís en catalan valencien) ou tout simplement Compromís (coalition de gauche valencianiste, progressiste et écologiste, qui participe au gouvernement de la Communauté valencienne en alliance avec le PSOE depuis 2015 ; le Forum des Asturies (Foro Asturias en espagnol et Foru Asturies en asturien, centre et centre droit, autonomiste, progressiste et réformiste), au pouvoir dans la Principauté des Asturies de 2011 à 2012 avec Francisco Álvarez-Cascos ; le Parti aragonais (Partido Aragonés en espagnol et Partito Aragonés en aragonais) ou PAR (centre droit, nationaliste, fédéraliste et régionaliste), au pouvoir en Aragon de 1987 à 1993 avec Hipólito Gómez de las Roces puis Emilio Eiroa et en coalition avec l'Alliance populaire devenue en 1989 le PP, puis participe au gouvernement de l'Aragon en étant allié au PP de 1995 à 1999 puis avec le PSOE de 1999 à 2011 ; l'Union aragonaisiste (Chunta Aragonesista en aragonais) ou CHA (gauche nationaliste, fédéraliste, écosocialiste et sociale-démocrate), ponctuellement alliée sur le plan national avec la Gauche unie ; l'Union du peuple navarrais (Unión del Pueblo Navarro en espagnol) ou UPN (centre droit régionaliste, fédéraliste, navarriste, conservateur, démocrate chrétien et libéral), qui était affilié nationalement au PP jusqu'en 2008, au pouvoir dans la Communauté forale de Navarre de 1979 à 1980 puis en 1984 avec Jaime Ignacio del Burgo (es), de 1991 à 1995 avec Juan Cruz Alli puis depuis 1996 avec Miguel Sanz puis Yolanda Barcina, en coalition avec le PSOE depuis 2011 ; le PRC (Parti Régionaliste de Cantabrie) autonomiste de centre-gauche et majoritaire au C.A. de Cantabrie, gouvernant en coalition avec le Parti socialiste de Cantabrie-PSC, avec le président Miguel Ángel Revilla, qui gouverne depuis 2003.
Depuis le déclenchement de la crise économique et sociale en 2008, des mouvements citoyens ont remis en question l'équilibre du bipartisme. Tout particulièrement, deux nouveaux mouvements politiques ont connu une ascension électorale rapide dans les années 2010 sur la base d'un discours critique à l'égard des partis traditionnels et en appelant à renouveler la façon de faire de la politique en s'appuyant sur une démocratie dite citoyenne, participative ou directe : les Ciudadanos ou C's (centre droit constitutionnaliste, antinationaliste, progressiste et social-libéral) ; le collectif Podemos, né du mouvement des Indignés (gauche radicale, populiste, eurosceptique, anticapitaliste et non violent), qui a obtenu ou soutenu, en association avec la Gauche unie et d'autres associations militantes, l'élection de Manuela Carmena et d'Ada Colau aux mairies respectivement de Madrid et de Barcelone en 2015.
L'Espagne est membre de l'OTAN et de l'Union européenne.

## Géographie

### Géographie physique

#### Localisation et topographie
| Pays      | Longueur (km) |
| --------- | ------------- |
| Portugal  | 1 214         |
| France    | 623           |
| Andorre   | 65            |
| Maroc     | 15,9          |
| Gibraltar | 1,25          |

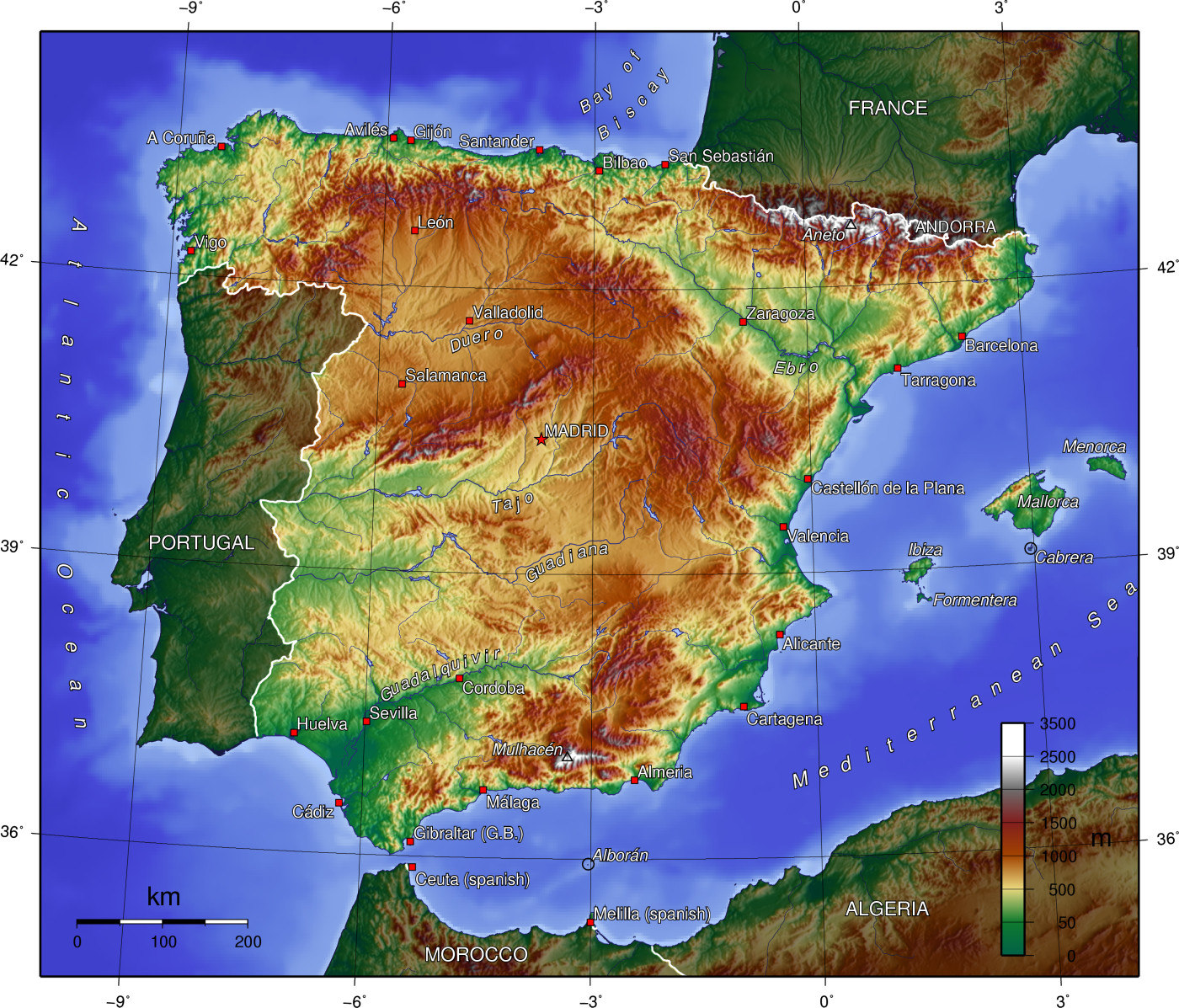
Relief de l'Espagne.

Située en Europe du Sud, l'Espagne occupe la plus grande partie de la péninsule Ibérique, qu'elle partage avec le Portugal.
En dehors de la péninsule, le royaume comprend aussi deux archipels (celui des îles Canaries dans l'océan Atlantique et celui des îles Baléares dans la mer Méditerranée), deux villes (Ceuta et Melilla) et quelques îles et îlots au nord du Maroc, comme les Îles Zaffarines, Peñón de Alhucemas, Peñón de Vélez de la Gomera ou l'îlot Persil. Par ailleurs, l'Espagne revendique la souveraineté sur le rocher de Gibraltar.
L'îlot d'Alborán, dans la mer du même nom, appartient également à l'Espagne.
L'Espagne est le quatrième plus grand pays d'Europe, après la Russie, l'Ukraine et la France, et le deuxième de l'Union européenne.
Les limites physiques de l'Espagne sont les suivantes : au nord-est les Pyrénées, qui constituent une frontière naturelle avec la France et Andorre ; à l'est-nord-est la mer des Baléares ; au sud-est la mer Méditerranée ; au sud la mer d'Alboran ; au sud-sud-ouest le détroit de Gibraltar, qui la sépare de l'Afrique (Maroc) ; à l'ouest le Portugal et l'océan Atlantique ; enfin le golfe de Gascogne au nord-nord-ouest.
Les principaux systèmes montagneux sont les Pyrénées, le système ibérique, la cordillère Cantabrique, le système central et les cordillères Bétiques.
Plusieurs fleuves traversent l'Espagne dont le Duero, l'Èbre, le Tage, le Guadalquivir, le Guadiana, le Júcar et le Segura ; son relief en nombreux plateaux lui donne beaucoup de fleuves côtiers dont la Bidassoa.

#### Climat
Il existe trois grandes zones climatiques :
- le climat méditerranéen : caractérisé par un été sec et chaud. Selon la classification de Köppen, il est dominant dans la péninsule, avec deux grandes nuances : le climat méditerranéen type (climat Csa), présent dans la partie sud et dans le nord-ouest du pays, avec des étés moins caniculaires du fait de la proximité de l'océan ou de l'altitude (climat Csb) ;
- le climat semi-aride (Bsk) : il est localisé dans un quart sud-est du pays (notamment dans la région de Murcie) mais aussi autour de Valladolid. Contrairement au climat méditerranéen, la saison sèche s'étend au-delà de l'été ;
- le climat océanique : températures d'hiver et d'été pondérées par l'océan et épisodes de sécheresse moins accentués et moins réguliers que dans le reste de la péninsule (épisodes pluvieux en automne et en hiver). Le climat océanique-type est quasi absent d'Espagne. Dans certains secteurs d'altitude en Galice et sur les côtes asturiennes et basques, on a essentiellement la nuance aquitaine, qui diffère du climat océanique type par les chaleurs d'été plus importantes et plus orageuses que dans le nord-ouest de l'Europe — température moyenne de juillet de 21 °C à Santander contre 16 °C à Brest ou à Liverpool.

Mis à part certains secteurs humides de montagne, les précipitations sont faibles et le manque d'eau est un problème dans une grande partie de l'Espagne. Les incendies de forêts sont un problème pour toutes les forêts de la péninsule.
Le 2 janvier 2023, l'AEMET annonce que 2022 fut l'année la plus chaude enregistrée dans le pays depuis 1916, avec une moyenne annuelle de 15,5° C. Depuis 2011, la moyenne annuelle de 14,5° C a été dépassée cinq fois. En plus de 2022, les deux autres années les plus chaudes enregistrées au XXIe siècle sont 2017 et 2020.

#### Environnement
Un rapport de Greenpeace paru en 2015 déplore le fait que les affaires de corruption « se comptent par centaines et laissent derrière elles des espaces naturels couverts de ciment (en raison des constructions), des sols contaminés par les déchets dangereux qui y sont entreposés », ajoutant que « les responsables politiques gouvernent au profit des entreprises ».
Le jour du dépassement (date de l'année, calculée par l'ONG Global Footprint Network, à partir de laquelle l'humanité est supposée avoir consommé l'ensemble des ressources que la planète est capable de régénérer en un an) de l'Espagne est le 28 mai. Les familles espagnoles aisées émettent en moyenne plus de deux fois plus de dioxyde de carbone que les familles modestes.
Une grande partie du pays est menacée par la désertification en raison de certaines pratiques de l'agriculture intensive et du réchauffement climatique. Environ 20 % des sols d'Espagne sont déjà dégradés, héritage des siècles passés, dont principalement la déforestation. En décembre 2019, le conseiller spécial pour l'action climatique du Haut Commissariat des Nations unies, Andrew Harper, a averti que la désertification rendrait non viables des localités espagnoles entières, forçant leur résidents à chercher un nouveau lieu où vivre.

### Géographie humaine

#### Démographie

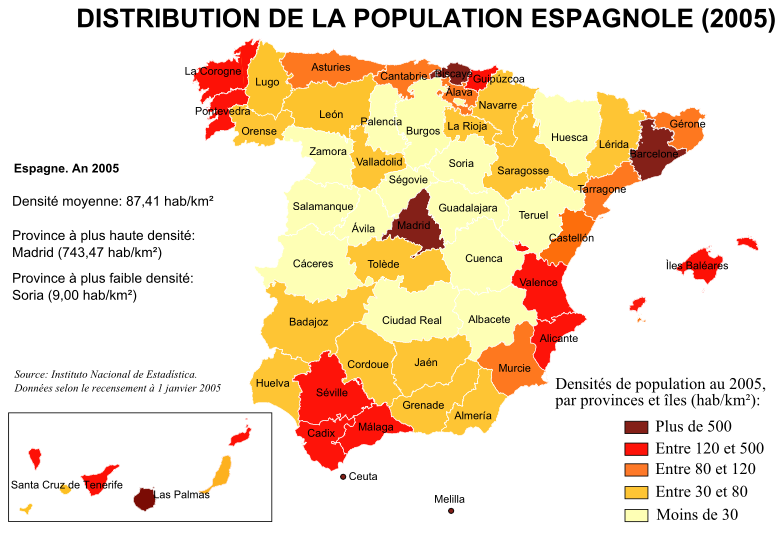
Distribution de la population espagnole en 2005.

L'Espagne comptait 40 499 799 habitants au 1er janvier 2000 et 45 116 000 habitants au 1er janvier 2007. En 2024, 48 692 804 personnes peuplent l'Espagne. La densité de population en 2014, de 87,41 hab./km2, est inférieure à celle de la majorité des autres pays de l'Europe de l'Ouest et sa distribution à travers le territoire national est très irrégulière. Les aires plus densément peuplées se concentrent sur la côte et aux alentours de Madrid, tandis que le reste de l'intérieur se trouve très faiblement occupé.
La population espagnole a augmenté fortement depuis la fin des années 1980 grâce à l'arrivée de plus de trois millions d'immigrants. Entre 2000 et 2005, l'Espagne a connu le plus grand taux d'immigration du monde, en provenance principalement d'Amérique latine, d'Europe de l'Est et du Maroc. Entre 2001 et 2006, le pays a accueilli une moyenne de 600 000 personnes par an. En 2006, cinq millions de personnes, soit 11 % de la population espagnole, étaient de nationalité étrangère.

##### Langues

Langues d'Espagne,

L'espagnol ou castillan est langue officielle dans toute l'Espagne. Les autres langues du pays sont officielles, mais seulement dans leurs régions respectives : c'est le cas du basque au Pays basque et en Navarre, du catalan en Catalogne, aux Îles Baléares et dans la Communauté valencienne, du galicien en Galice, et de l'occitan aranais en Catalogne.
La constitution espagnole évoque de manière globale la question des langues à l'article 3, mais les modalités exactes varient entre chaque région selon son statut d'autonomie.

#### Administration territoriale de l'Espagne

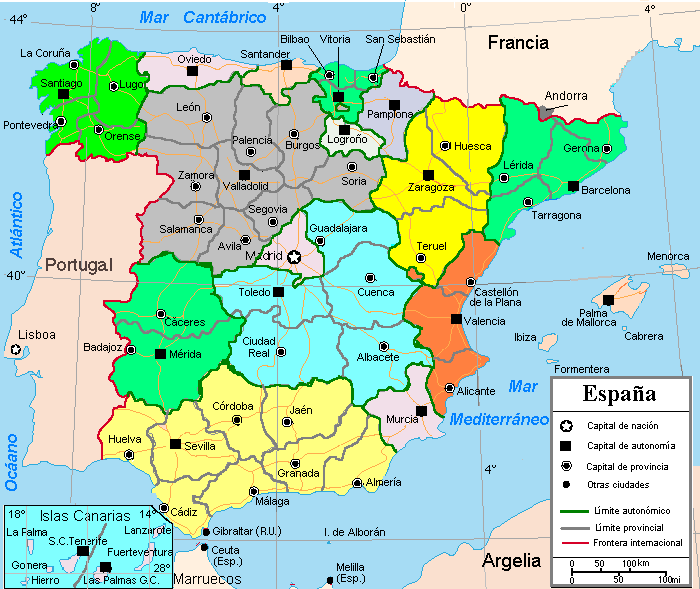
Carte des provinces d'Espagne, avec sa subdivision territoriale en communautés autonomes et provinces, situant les différentes capitales provinciales.

L'Espagne comporte un État central et trois niveaux d'administration locale :
- 17 communautés autonomes (Comunidad autónoma) : elles ont leur propre parlement et leur propre gouvernement, avec des pouvoirs dans diverses matières.
- 50 provinces (provincia) : dirigées par une députation provinciale, dont les membres sont élus au suffrage indirect par les conseillers municipaux.
- 8 112 municipalités (municipio) : équivalent aux communes des pays francophones.

Il n'existe pas de définition nationale officielle des aires métropolitaines, mais plusieurs communautés autonomes en ont créé, comme l'Aire métropolitaine de Barcelone ou l'Aire métropolitaine de Madrid.
Plusieurs communautés ont également délimité les territoires des comarques comme l'union de plusieurs municipalités en raison de leurs liens historiques ou économiques, mais sans leur propre corps dirigeant (sauf en Catalogne, où existent des conseils régionaux).

### Principales agglomérations
| Municipalité               | Communauté Autonome    | Population |
| -------------------------- | ---------------------- | ---------- |
| Madrid                     | Communauté de Madrid   | 3 332 035  |
| Barcelone                  | Catalogne              | 1 660 122  |
| Valence                    | Communauté Valencienne | 807 693    |
| Séville                    | Andalousie             | 684 025    |
| Saragosse                  | Aragon                 | 682 513    |
| Malaga                     | Andalousie             | 586 384    |
| Murcie                     | Région de Murcie       | 469 177    |
| Palma                      | Îles Baléares          | 423 350    |
| Las Palmas de Gran Canaria | Îles Canaries          | 378 027    |
| Alicante                   | Communauté Valencienne | 349 282    |
| Bilbao                     | Pays Basque            | 346 096    |
| Cordoue                    | Andalousie             | 323 763    |
| Valladolid                 | Castille-et-León       | 297 459    |
| Vigo                       | Galice                 | 293 652    |
| L'Hospitalet de Llobregat  | Catalogne              | 274 455    |
| Gijón                      | Asturies               | 258 313    |
| Vitoria-Gasteiz            | Pays Basque            | 255 886    |
| La Corogne                 | Galice                 | 247 376    |
| Elche                      | Communauté Valencienne | 238 293    |
| Grenade                    | Andalousie             | 230 595    |

## Économie

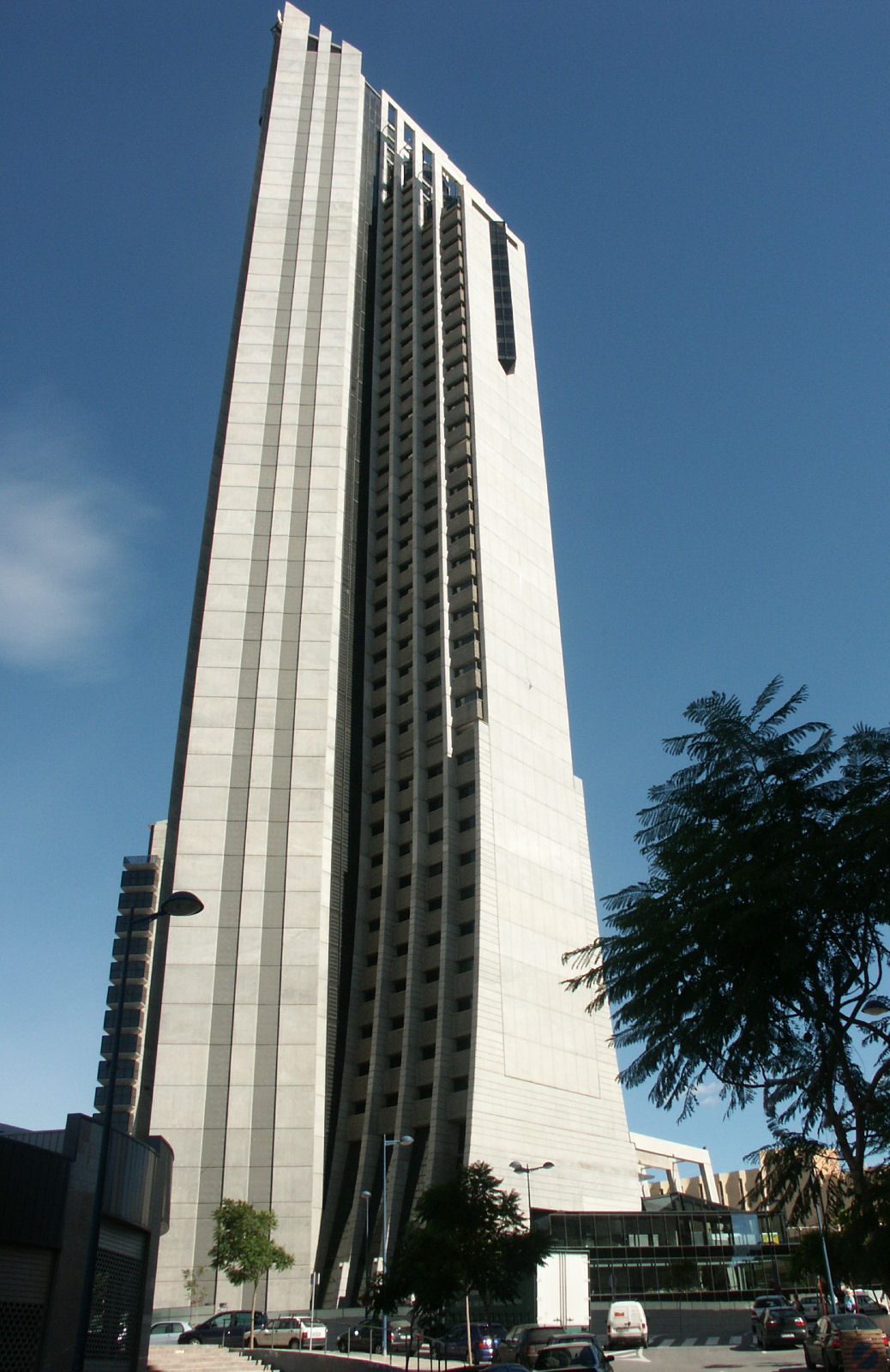
Grand Hôtel Bali, Benidorm, 52 niveaux sur le sol.

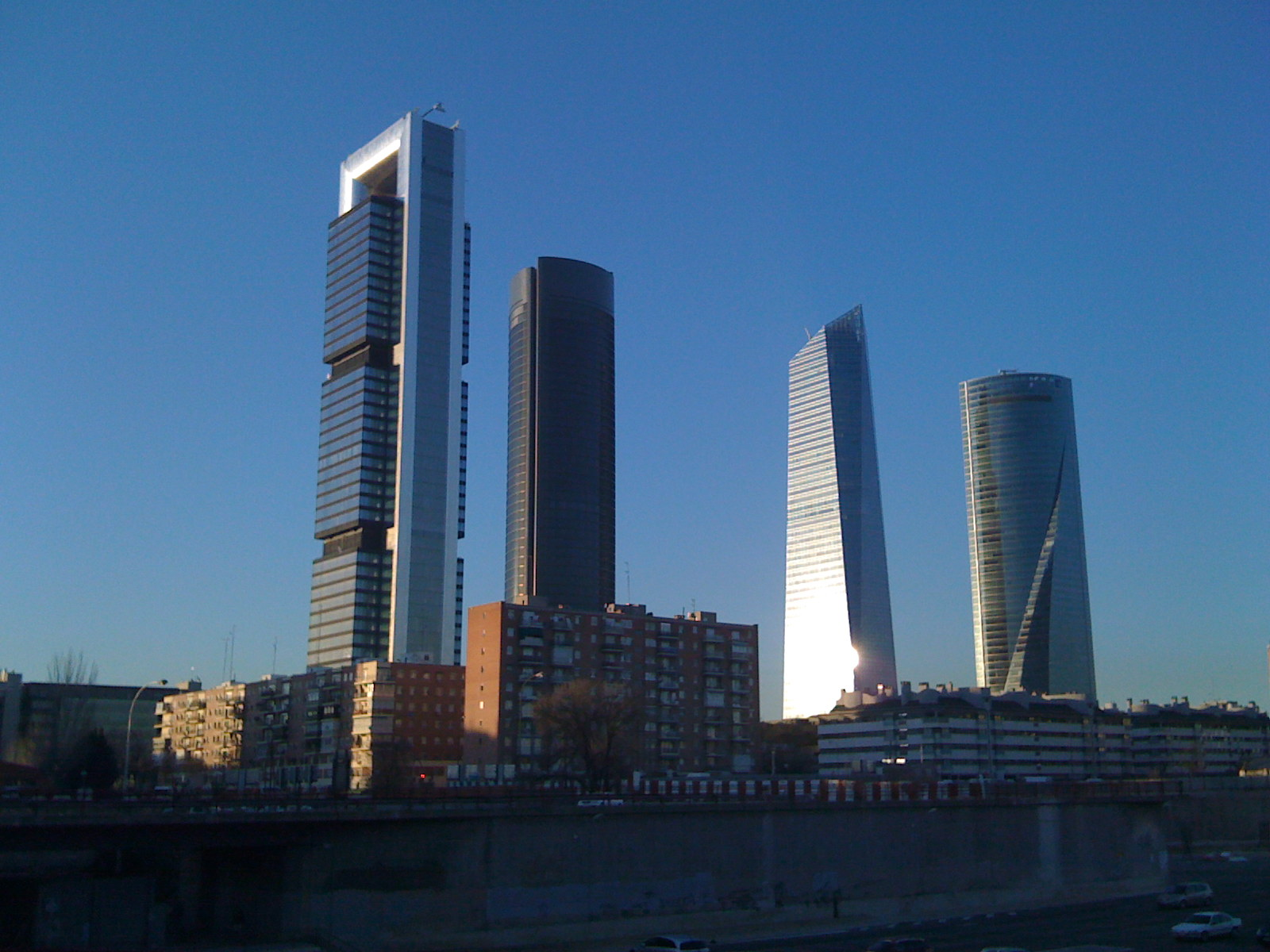
Cuatro Torres Business Area, centre d'affaires de Madrid.

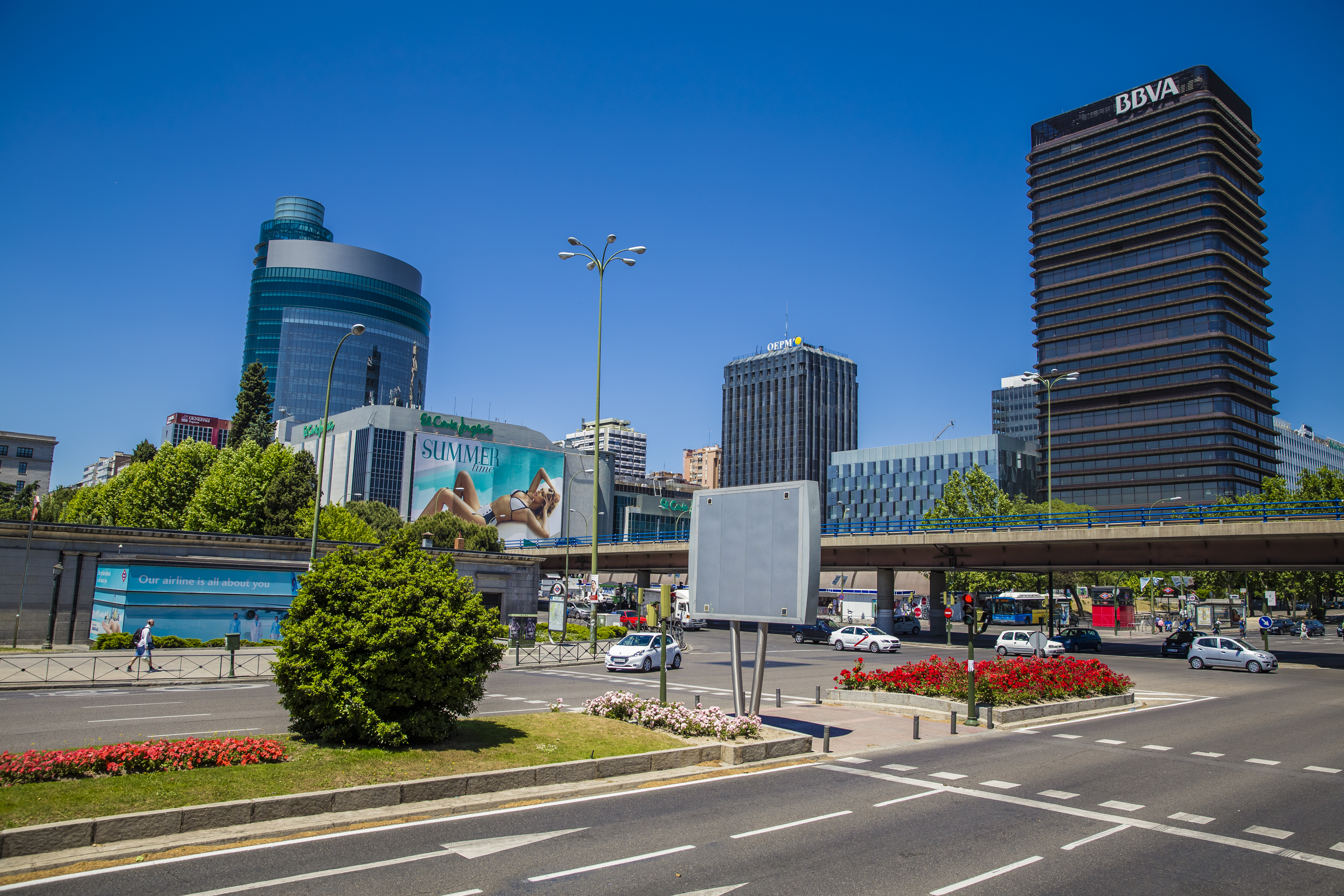
Paseo de la Castellana, Madrid.

Restée longtemps un pays agricole, l'Espagne a connu d'importantes mutations socio-économiques dans le dernier quart du XXe siècle. Elle possède aujourd'hui une économie diversifiée, grâce notamment à la croissance rapide de l'industrie depuis les années 1950 et à l'essor du tourisme. Entre 1995 et 2001, les emplois industriels ont augmenté de 38 %[réf. nécessaire]. En 2024, l'Espagne est classée en 28e position pour l'indice mondial de l'innovation.
À partir de 1964, une série de plans de développement[évasif] ont contribué à l'expansion économique du pays. Les développements des industries métallurgiques, automobiles et textiles, de la construction navale et de l'extraction minière ont été privilégiés. L'Espagne est devenue en moins de vingt ans une grande puissance industrielle, immobilière et agricole. Le tourisme est aussi très important, représentant 5 % du produit intérieur brut[Quand ?]. Le pays reste toutefois dépendant du BTP et de la construction de logements, dont la production représente plus de 12 % du PIB[Quand ?].
L'État-providence est peu développé en Espagne : le pays possède un taux de prélèvements obligatoires très bas (37 % du PIB) et les dépenses sociales parmi les plus faibles de la zone euro (20,3 % du PIB). En 2017, l'Espagne compte deux fois plus de « supers riches » qu'avant la crise de 2008[réf. nécessaire]. La concentration des richesses y est donc plus forte qu'en France ou en Europe du Nord.
L'Espagne a connu une grave crise en 2008, en lien avec la crise économique mondiale. Celle-ci a d'abord commencé avec une crise de la construction due à l'effondrement des prix, puis la crise économique mondiale de 2008 a encore aggravé la situation. Cette crise s'est caractérisée par une très forte montée du chômage, qui touchait plus de 26 % de la population active au deuxième trimestre 2012, contre environ 8 % un an auparavant[réf. nécessaire]. En 2016, le taux de chômage espagnol est le plus élevé de l'Union européenne après celui de la Grèce, bien qu'il ait baissé. Les jeunes (16-24 ans) sont les plus affectés, avec un pic de 55,9 % en août 2013 et une moyenne de 40 % de chômage en 2020. La précarisation de l'emploi (contrats temporaires, facilités de licenciement…) en est une autre caractéristique. Cette crise crée une fracture sociale en Espagne qui s'est propagée dans le reste du monde avec entre autres le mouvement des Indignés.
Les inégalités connaissent une forte augmentation. Selon le Rapporteur spécial de l'ONU sur l'extrême pauvreté : « il y a deux Espagnes très différentes […]. De 2007 à 2017, les revenus des 1 % les plus riches ont augmenté de 24 % tandis que ceux de 90 % des Espagnols ont crû de moins de 2 % ». En 2022, 10 % de la population espagnole détiennent 54 % de la richesse du pays, tandis que les 50 % d'Espagnols les plus pauvres n'en détiennent que 7,8 %.

### Pauvreté
Selon l'UNICEF, l'Espagne est l'un des pays développés où la pauvreté infantile est la plus élevée[réf. nécessaire]. En 2017, plus de 1 400 000 enfants vivent dans un état de grande pauvreté. En 2018, l'Institut national des statistiques (INE) indique que 21,6 % de la population espagnole vit dans la pauvreté Les régions les plus affectées par la pauvreté sont l'Estrémadure (38,9 %), l'Andalousie (31 %) et les îles Canaries (30,5 %). Toujours d'après cette étude, les ménages pauvres sont contraints de consacrer près de 40 % de leur revenu au logement.
La commission de l'Organisation des Nations unies sur la pauvreté et les droits de l'homme indique dans son rapport consacré à l'Espagne que 26,1 % de la population (et même 29,5 % pour les enfants) vivent dans la pauvreté en 2019. Le rapport relève également la « quasi inexistence » de logements sociaux à bas prix, le manque de services publics pour les personnes vivant dans la pauvreté en milieu rural, et la précarité dans laquelle vivent des centaines de milliers de personnes disposant pourtant d'un emploi.
Philip Alston, le rapporteur spécial de la commission, a déclaré avoir vu des zones que « de nombreux Espagnols ne reconnaîtraient pas comme faisant partie de leur pays », tels qu'un bidonville aux « conditions bien pires qu'un camp de réfugiés », des quartiers pauvres « où les familles élèvent leurs enfants avec un manque de services publics, de cliniques, de centres d'emploi, de sécurité, de routes goudronnées et même d'électricité ». Selon lui, la reprise économique du pays a profité essentiellement aux plus riches et la persistance d'un tel niveau de pauvreté dans un pays développé semble être le résultat d'un choix politique.
En 2022, un foyer espagnol sur sept est en situation d'insécurité alimentaire. Beaucoup de personnes dépendent des associations d'aides alimentaires.

### Agriculture
Les vestiges de l'absolutisme sont persistants dans l'agriculture. Le roi, l'Église et les détenteurs de titres de noblesse demeurent les principaux propriétaires terriens du pays, et à ce titre bénéficient des aides européennes au développement des régions (1,85 million d'euros de subvention en 2003 pour la duchesse d'Albe).
Les conditions de travail des travailleurs immigrés sont souvent déplorables : rémunération inférieure au salaire minimum et heures supplémentaires pas toujours payées, manque de protections sanitaires, logements surpeuplés, etc..

### Tourisme
La situation géographique de l'Espagne, son littoral, ses paysages diversifiés, son héritage historique, sa culture vibrante et ses excellentes infrastructures ont fait de l'industrie touristique internationale du pays l'un des plus importants au monde. L'Espagne dispose d'un ensemble de magnifiques plages attirant un très grand nombre de touristes : Plage de la Granadella, Plage de la Concha, Plage de la Malva-Rosa, Plage de Mónsul, ou les plages de Majorque, …
En 2019, le pays a pour la sixième année consécutive battu un record d’arrivée de touristes étrangers, mais 56 % des Espagnols s'inquiètent de voir monter localement les prix du logement, à Barcelone, Séville, Valence,Bilbao,Malaga,Saragosse,Murcie et Madrid selon une enquête Ipsos pour l’OMT. Le tourisme international en Espagne est devenu le deuxième marché mondial en termes de dépenses, représentant environ 40 milliards d'euros, soit environ 5 % du PIB en 2006,. Le siège de l'Organisation mondiale du tourisme est situé à Madrid.
En 2017, l'Espagne était le deuxième pays le plus visité au monde, avec 82 millions de touristes, ce qui représente une cinquième année consécutive de chiffres record. Après la pandémie de Covid-19, l'Espagne retrouve une haute fréquentation touristique, avec un PIB touristique de 159 milliards d'euros en 2022, soit 12,2% du PIB espagnol.
Le tourisme y pèse 12,8 % du PIB et 12,6 % des emplois, accueillant un record de 85,1 millions de visiteurs étrangers, mais des mouvements anti-touristes se multiplient aux Canaries, à Barcelone, Malaga, Saint-Sébastien ou encore Séville, pour dénoncer la pression immobilière et les nuisances sonores et environnementales. En dénonçant un « développement suicide », ils réclament l’arrêt de la construction de deux complexes hôteliers à Tenerife, principale île de l’archipel des Canaries.
Castille-et-León est le leader espagnol du tourisme rural lié à son patrimoine environnemental et architectural[réf. nécessaire].

## Culture
Environ 66,3% des Espagnols se disent catholiques et 29,1% se disent non croyant. Cependant, seules 22,7 % des personnes se déclarant catholiques se reconnaissent comme pratiquants réguliers, et le nombre de mariage religieux et de baptême sont en hausse. L’Église espagnole détient plus de 110 000 biens immobiliers et est exemptée de l’impôt foncier, ce qui représenterait une perte annuelle de 2,5 milliards d’euros pour l’État. Ce privilège est contesté par 80 % de la population selon un sondage publié en 2012 dans le quotidien El Pais.
L’Église exerce une influence politique qui parait d'après ses opposants « démesurée par rapport à son poids culturel et sociologique actuel ». En 2013, au moins quatre ministres (Affaires extérieures, Défense, Intérieur, Santé) appartiennent ou sont proches de l’Opus Dei ou de la Légion du Christ. Le Parti Populaire (PP) s'est constamment opposé à l'abolition ou à la révision des privilèges économiques dont l’Église bénéficie et entend conforter la place de l’Église au sein des institutions publiques. Le ministre de l’Éducation, José Ignacio Wert, défend notamment en 2013 une proposition de loi qui redonnerait aux cours de religion un caractère obligatoire qu’ils avaient perdu sous le mandat de José Luis Rodríguez Zapatero (PSOE). Il propose également d’accorder des subventions supplémentaires aux écoles privées prônant la non-mixité. Le Concordat passé en 1978 entre l’État espagnol et le Vatican reconnait à l’Église espagnole le droit de nommer les professeurs de religion, qui sont rémunérés par l’État.
Parmi les éléments les plus connus de la culture populaire espagnole, on peut citer, notamment, le flamenco, danse traditionnelle typique du sud du pays et plus particulièrement de l'Andalousie, et une pratique parfois controversée, la tauromachie.
Le français fut pendant une longue période la première langue étrangère parlée en Espagne. D'après une étude d'Eurostat de 2013, l'anglais est la langue étrangère la plus maîtrisée par les Espagnols, le français étant en deuxième position.
| Date         | Nom français            | Nom local               | Remarque                                                                                        |
| ------------ | ----------------------- | ----------------------- | ----------------------------------------------------------------------------------------------- |
| 1er janvier  | Jour de l'an            | Año Nuevo               | Fête de la nouvelle année                                                                       |
| 6 janvier    | Épiphanie               | Epifanía                | Fête des Rois mages                                                                             |
| 19 mars      | Saint Joseph            | San José                | Sauf en Andalousie, îles Baléares, îles Canaries, Communauté valencienne, Catalogne et La Rioja |
|              | Jeudi saint             | Jueves Santo            | Sauf en Catalogne et dans la Communauté valencienne                                             |
|              | Vendredi saint          | Viernes Santo           |                                                                                                 |
| 1er mai      | Fête du Travail         | Día del Trabajo         |                                                                                                 |
| 2 mai        | Deux mai                | Dos de mayo             | Soulèvement contre l'occupation française à Madrid (ne se fête qu'à Madrid)                     |
| 25 juillet   | Jacques le Majeur       | Santiago Apóstol        | Sauf en Andalousie, Aragon, Catalogne, Ceuta, Melilla et Navarre.                               |
| 15 août      | Assomption de Marie     | Asunción                |                                                                                                 |
| 12 octobre   | Jour de l'hispanité     | Día de la Hispanidad    | Fête nationale                                                                                  |
| 1er novembre | Toussaint               | Día de Todos los Santos |                                                                                                 |
| 6 décembre   | Jour de la Constitution | Día de la Constitución  |                                                                                                 |
| 8 décembre   | Immaculée Conception    | Inmaculada Concepción   |                                                                                                 |
| 25 décembre  | Noël                    | Navidad                 |                                                                                                 |

La langue officielle de l'Espagne est le castillan. Cependant, cette langue n'est pas la seule qui soit usitée, certaines communautés autonomes ont leur propre langue officielle à côté de l'espagnol ; en voici la liste :
- Catalogne : catalan et occitan (dans sa variante aranaise) ;
- Valence : valencien (appellation locale du catalan) ;
- Îles Baléares : catalan ;
- Galice : galicien ;
- Pays basque et une partie de la Navarre : basque.

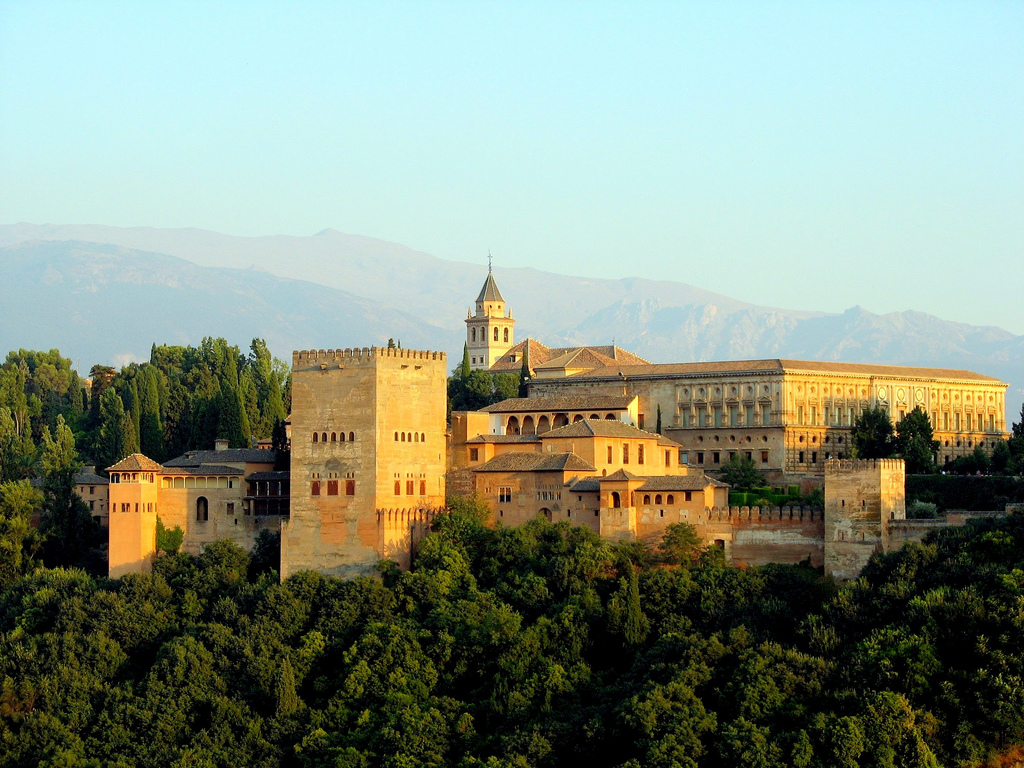
L'Alhambra de Grenade.
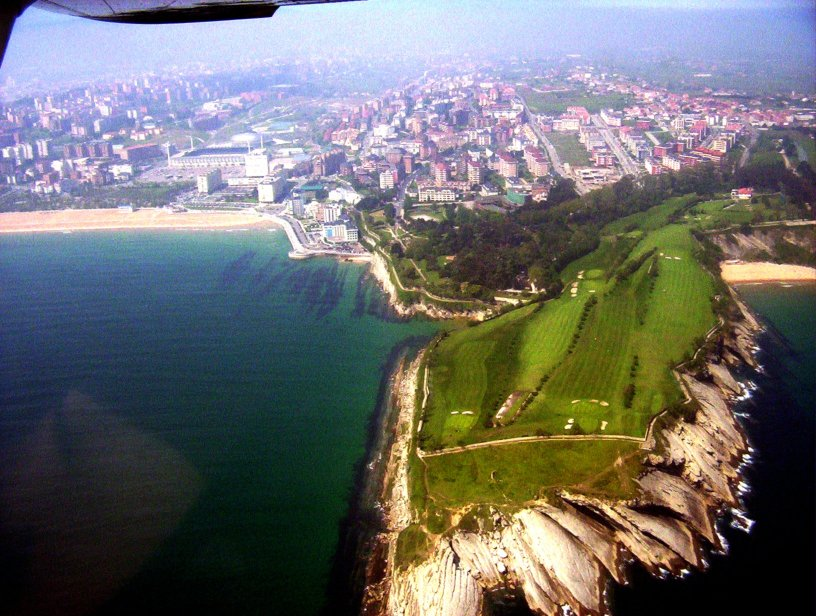
Le Cabo Menor, baigné par les eaux de la mer Cantabrique, et, au fond, la ville de Santander, capitale de la Cantabrie.
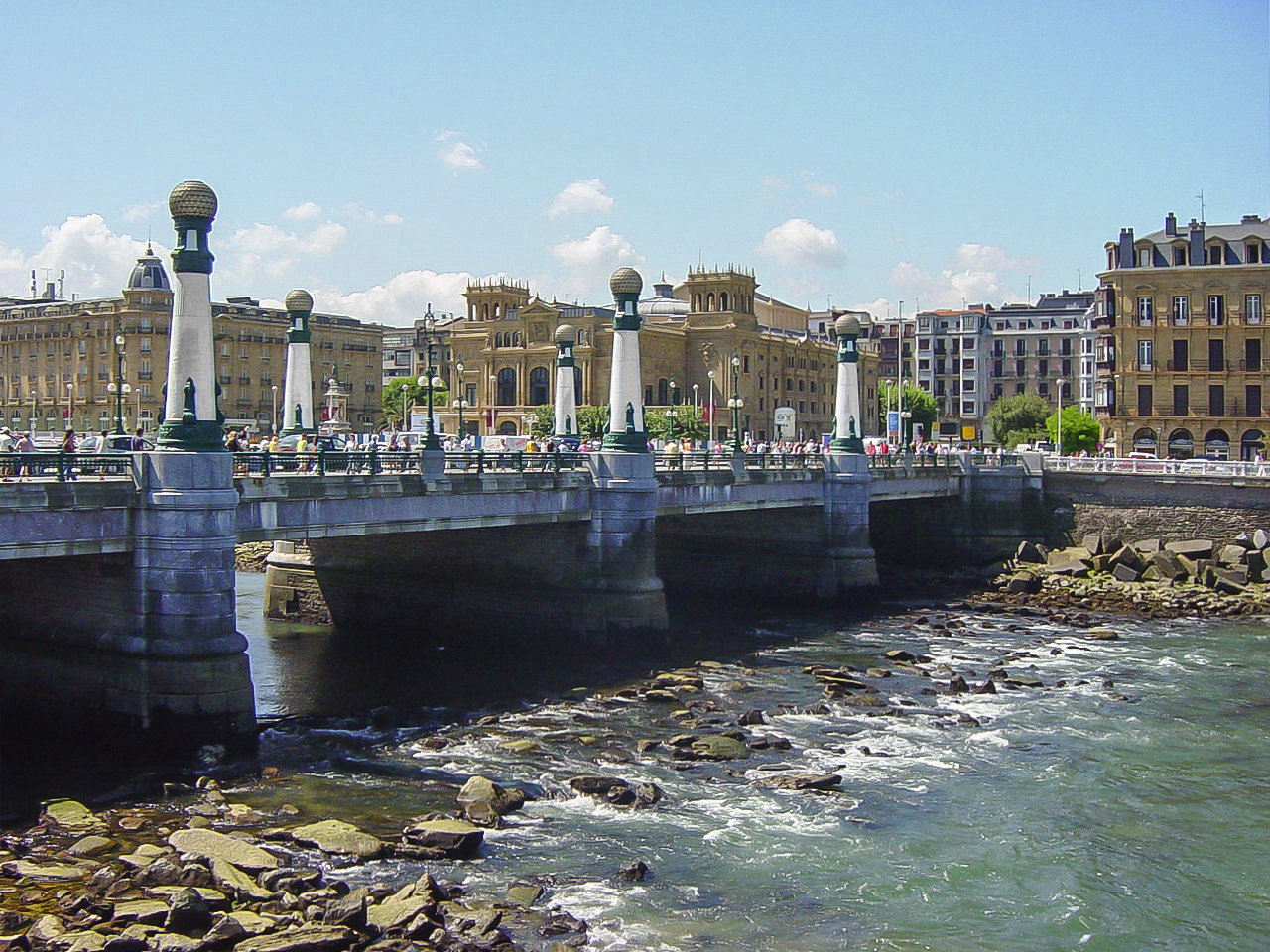
Le pont du Kursaal, à Saint-Sébastien, capitale de la province basque du Guipuscoa et grande ville touristique.
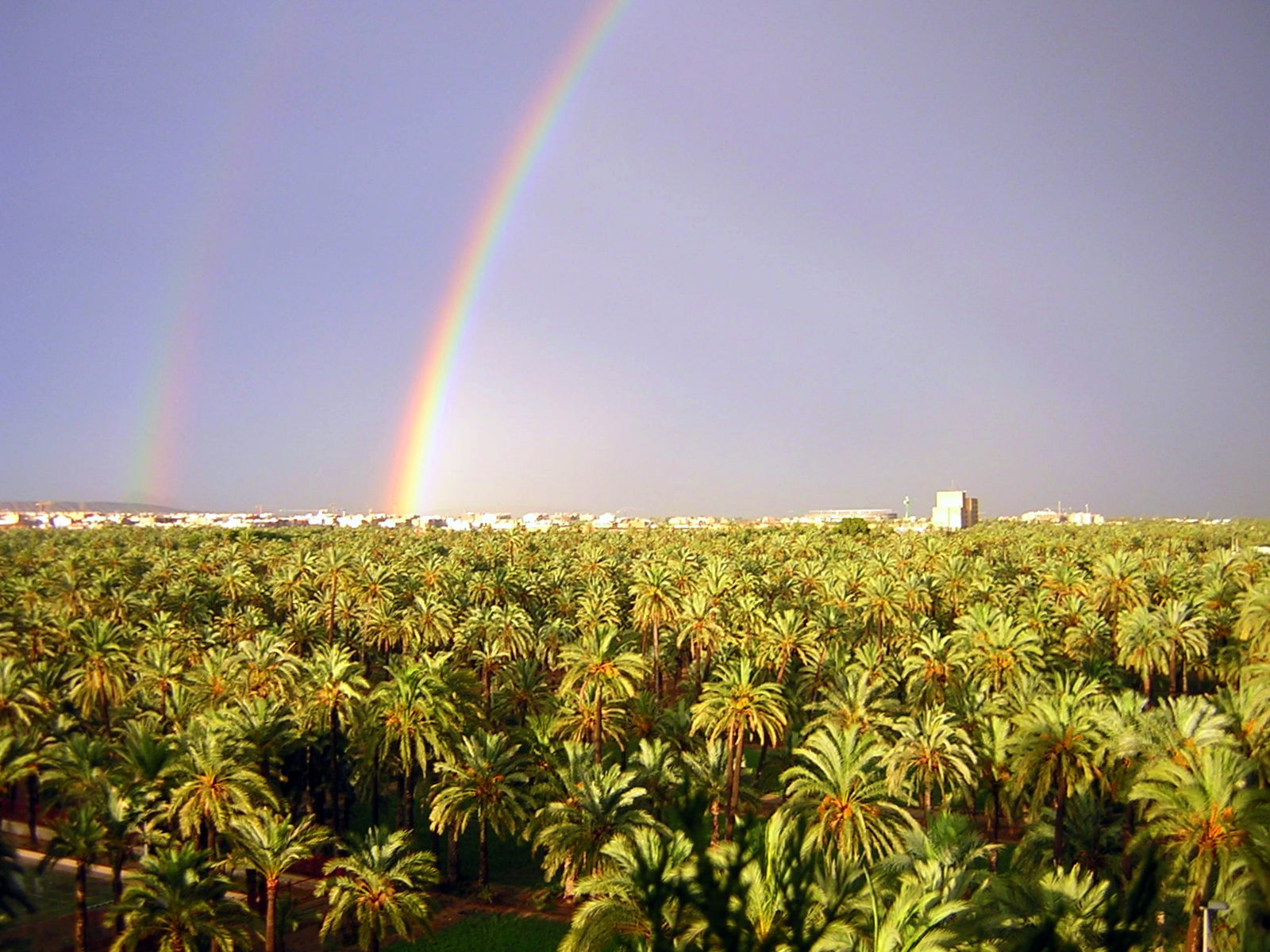
La palmeraie d'Elche, patrimoine mondial de l'Unesco.
Aqueduc de Ségovie vu en contre-plongée.
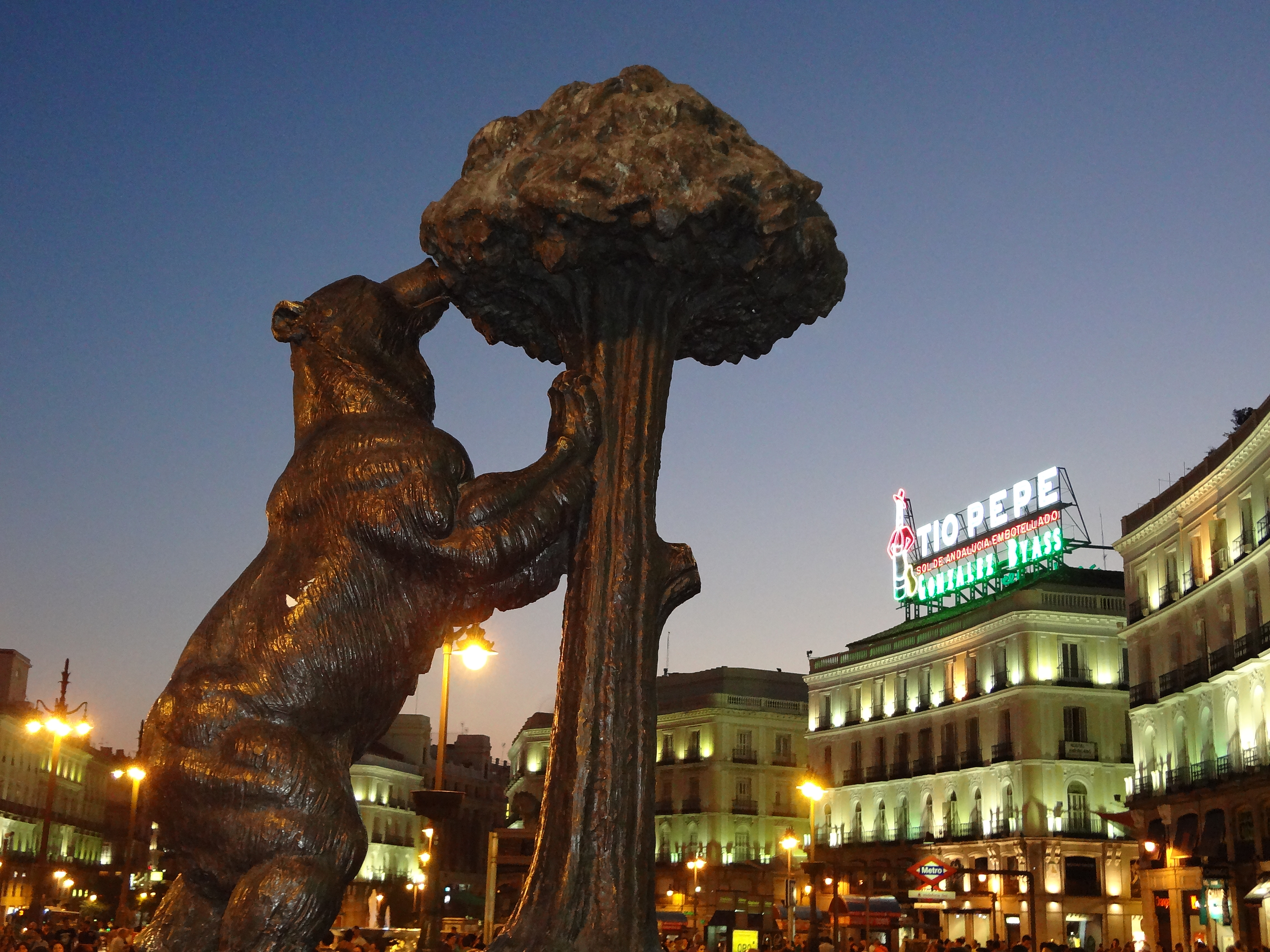
Puerta del Sol, Madrid. Statue de l'ours et l'arbousier par le sculpteur Antonio Navarro Santafe.
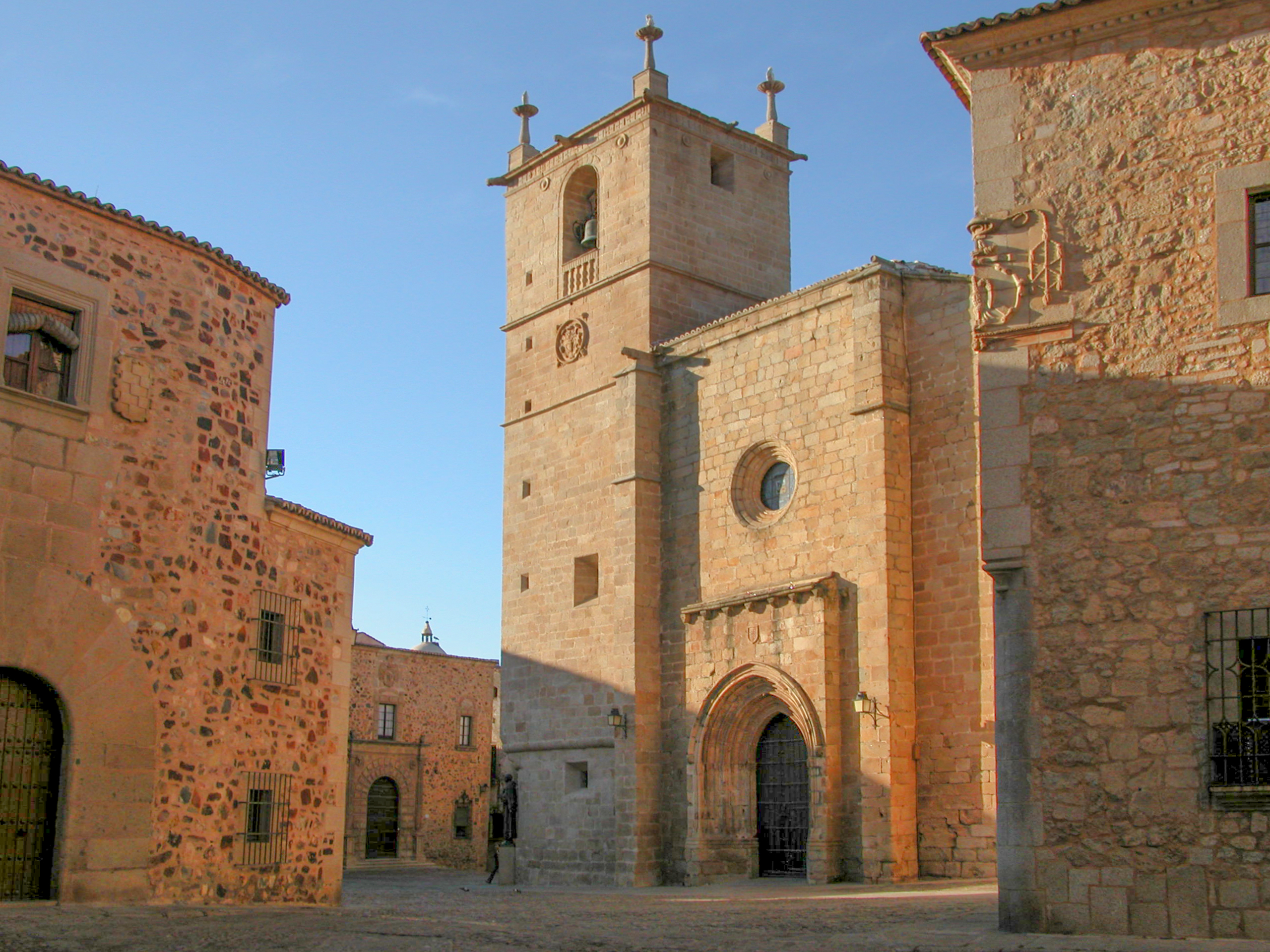
Cáceres.
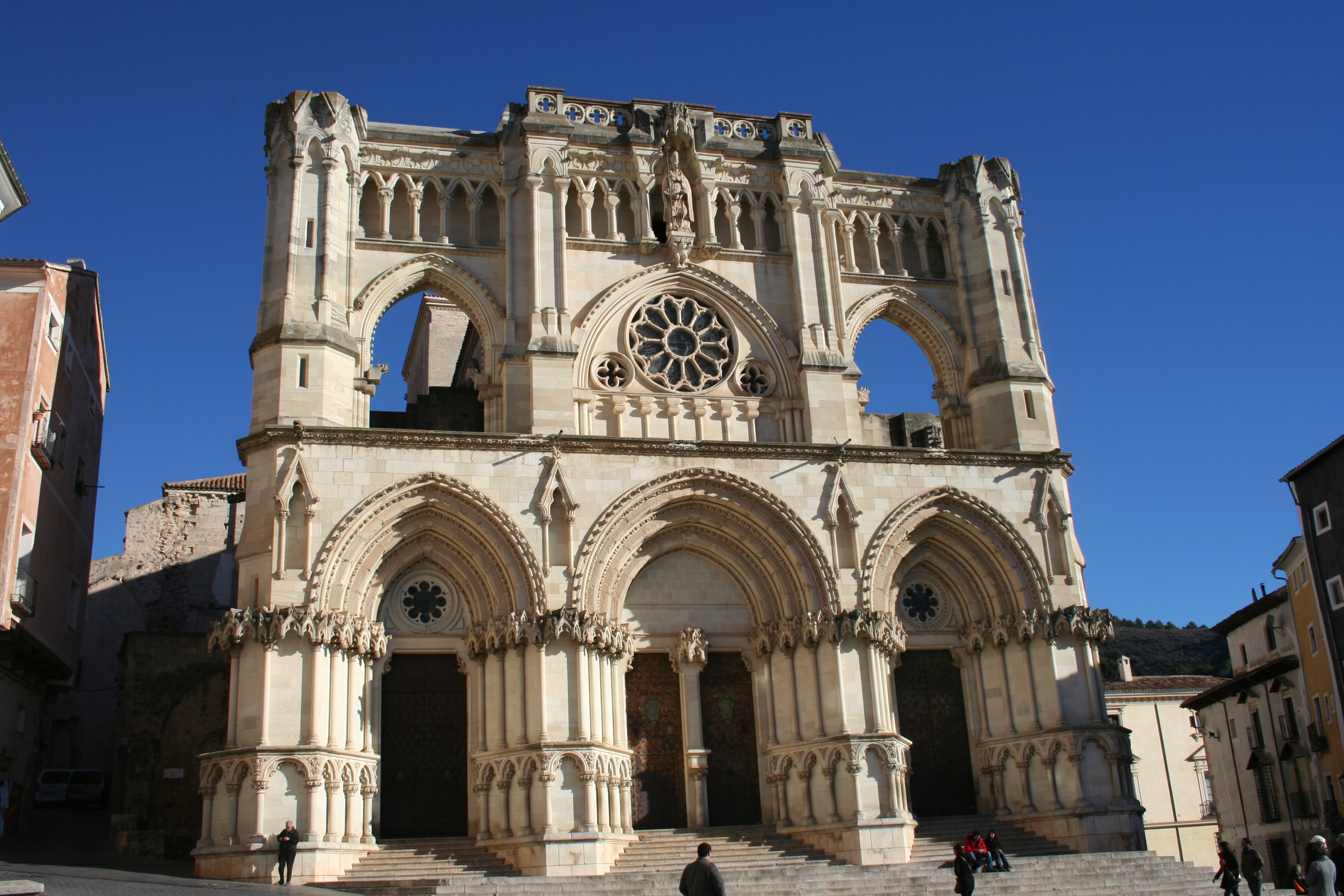
Cathédrale de Cuenca.
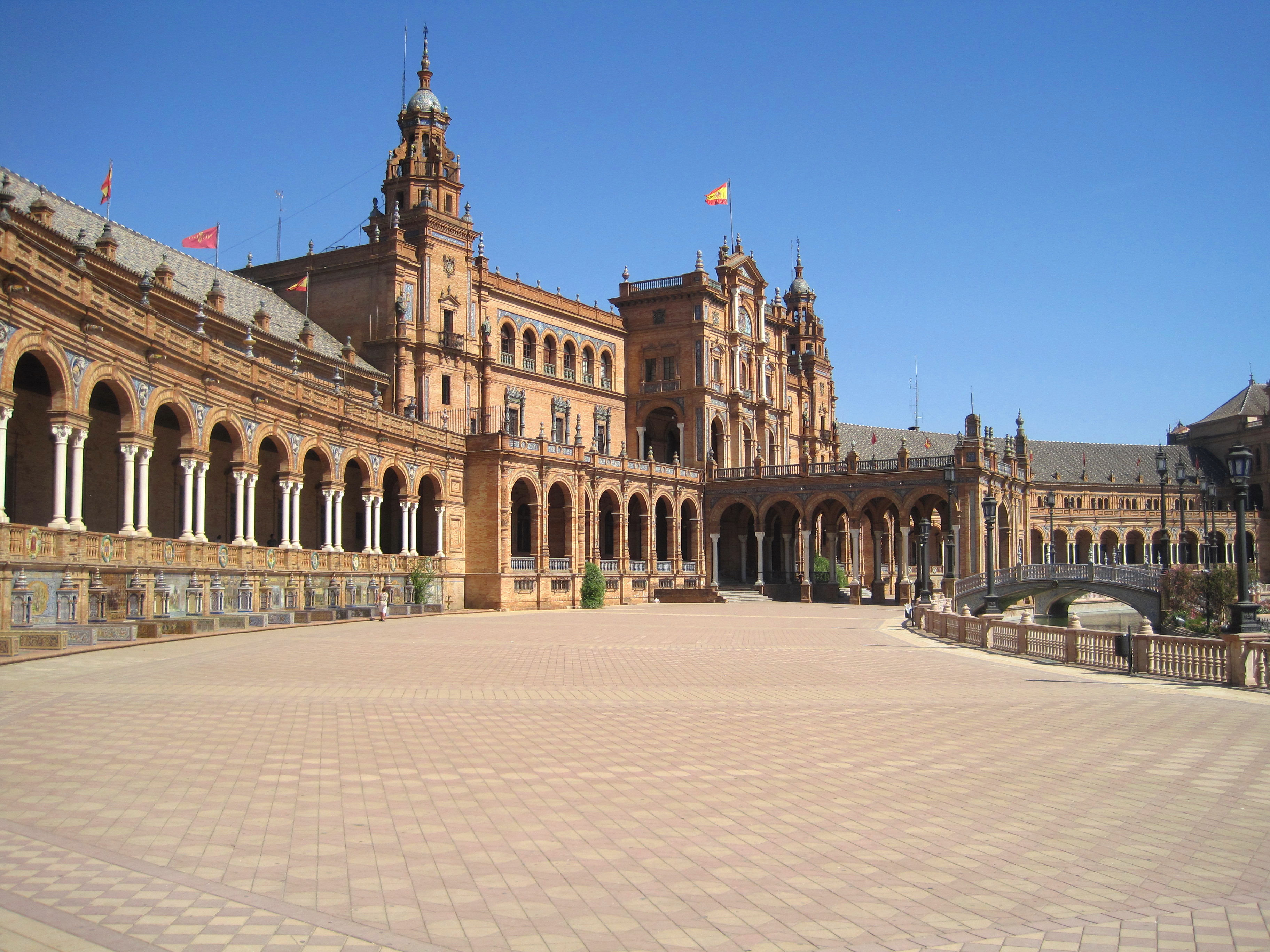
Place d'Espagne, Séville.

## Éducation
Le système éducatif espagnol se caractérise par deux spécificités majeures : sa forte décentralisation, due à l'organisation administrative du pays, et la part importante de l'enseignement privé confessionnel.
Près de 29 % des élèves espagnols redoublent une classe au cours de leur scolarité, l'un des taux les plus élevés parmi les pays de l'OCDE. Une étude de l'ONG Save the Children relève que les élèves issus d'un milieu social défavorisé sont quatre fois plus exposés au redoublement que les élèves issus d'un milieu privilégié.

## Santé
La santé publique est une compétence des gouvernements régionaux.
Le système de santé publique espagnol traverse une crise profonde depuis plusieurs années, étant durement atteint par les coupes budgétaires au profit d’une santé privée qui tend à se développer pour les classes moyennes élevées. Le manque de personnel est de plus en plus criant : on dénombre, en 2023, une infirmière pour 2 500 habitants, contre une pour 1 000 dans le reste de l’Europe.
Depuis le début des années 2000, le système de santé publique est progressivement privatisé.

## Sport

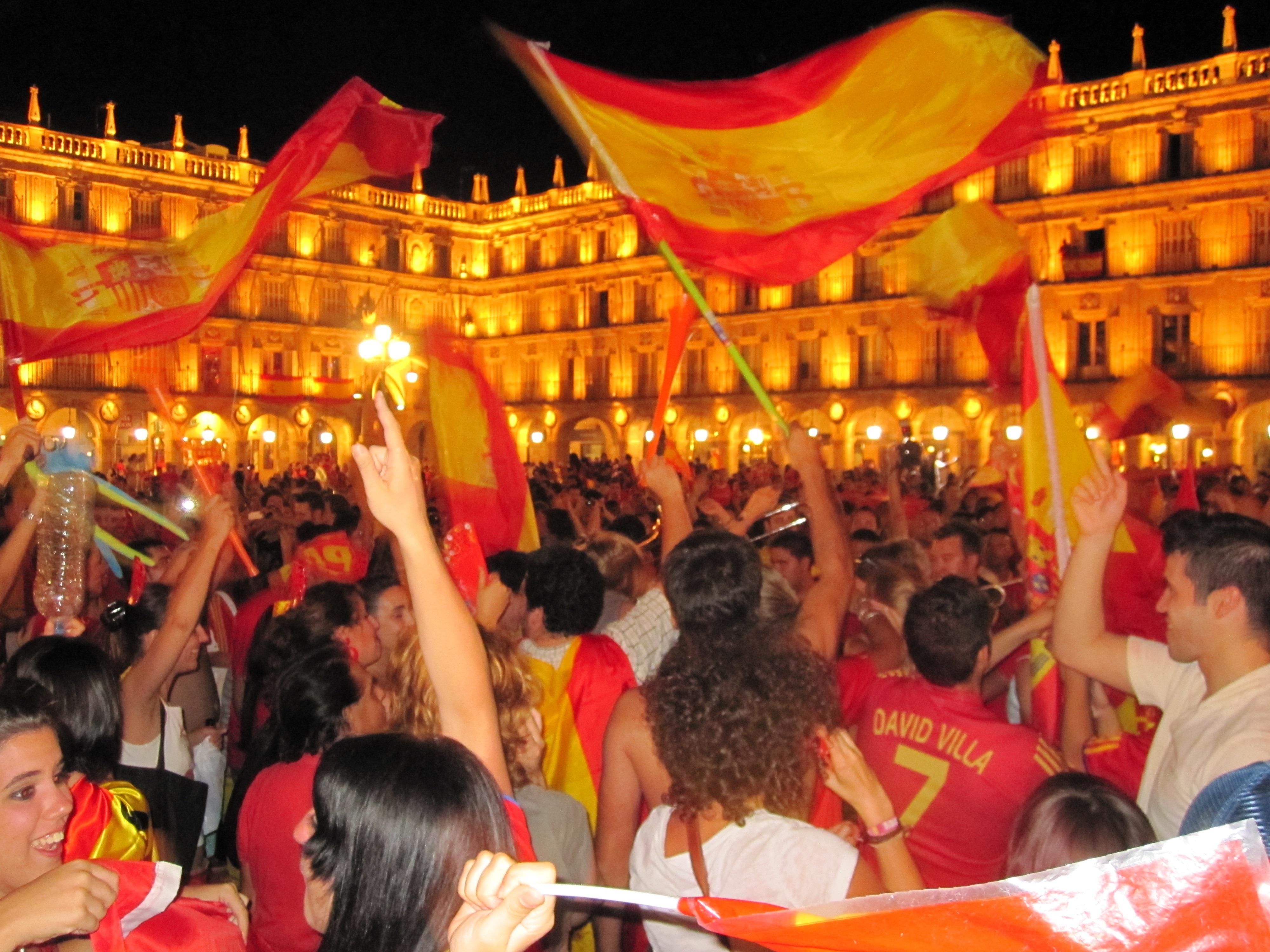
Un groupe d'Espagnols célèbre la victoire à la Coupe du monde de football 2010 à Salamanque.

Le sport en Espagne a été dominé par le football dans la seconde moitié du XXe siècle. Les autres activités sportives populaires sont la pelote basque, le basket-ball, le tennis, le padel (un dérivé du tennis), le cyclisme, le handball, la course de motos, la Formule 1, la natation, le golf et le ski. L'Espagne a aussi organisé de nombreux événements internationaux comme les Jeux olympiques d'été de 1992 à Barcelone et la Coupe du monde de football 1982.